# Schwertlilien
Die Schwertlilien, auch Iris genannt, bilden eine Pflanzengattung in der Unterfamilie Iridoideae in der Familie der Schwertliliengewächse (Iridaceae) innerhalb der Einkeimblättrigen Pflanzen.
Die an Arten umfangreiche Gattung mit Blütenblättern in sämtlichen Farben (ausgenommen nur das Rot des Klatschmohns) wurde gemäß Genaust von Carl von Linné nach der griechischen Göttin des Regenbogens (griechisch Ἶρις Íris, deutsch ‚Regenbogen‘) (Iris) benannt. Der wissenschaftliche Name ist auch im deutschen Sprachgebrauch geläufig. Die Iris-Arten, besonders aber die seit Jahrhunderten gärtnerisch durch Kreuzungen erzeugten Kulturformen (Sorten), werden wegen ihrer schönen und auffälligen Blüten als Zierpflanzen geschätzt. Sie sind trotz ihres Namens nur entfernt mit Lilien verwandt, weshalb der im Deutschen eingebürgerte Name „Schwertlilien“ (in alten Texten auch „Schwertel“) missverständlich ist.

## Beschreibung und Ökologie

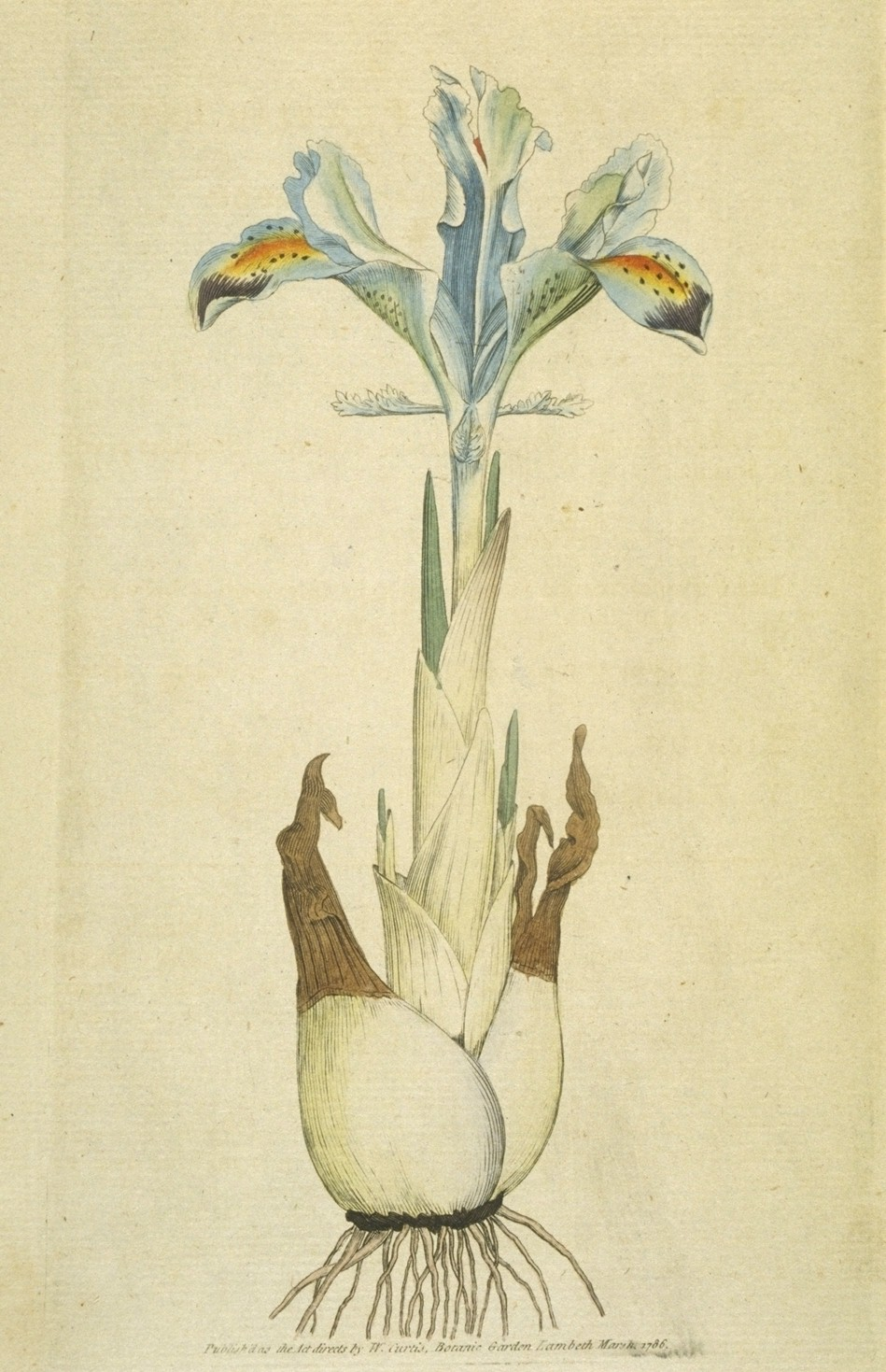
Illustration von Iris persica der Untergattung Juno (Scorpiris) mit Knolle (1791 beschrieben von James Sowerby)

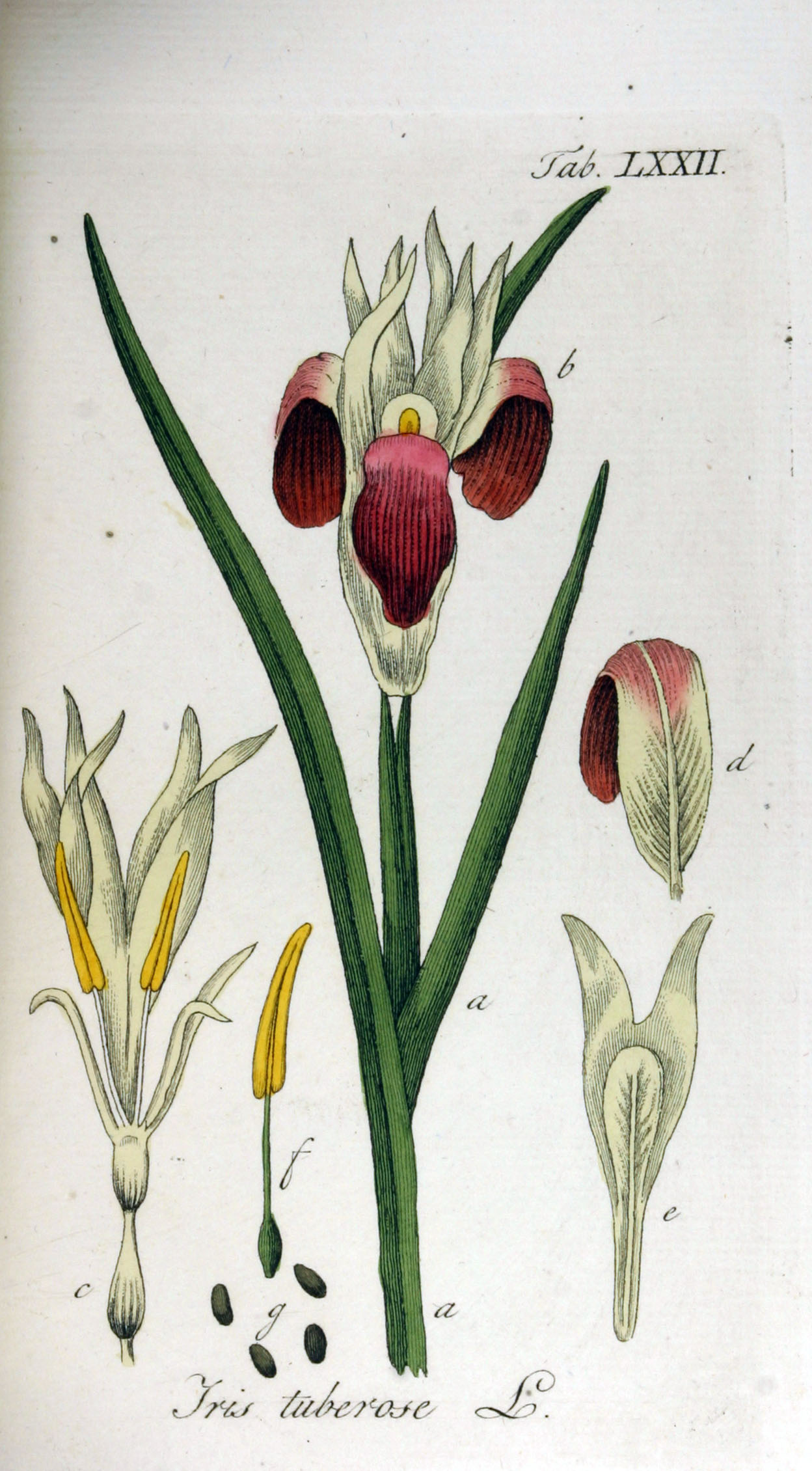
Illustration des Hermesfingers Iris tuberosa

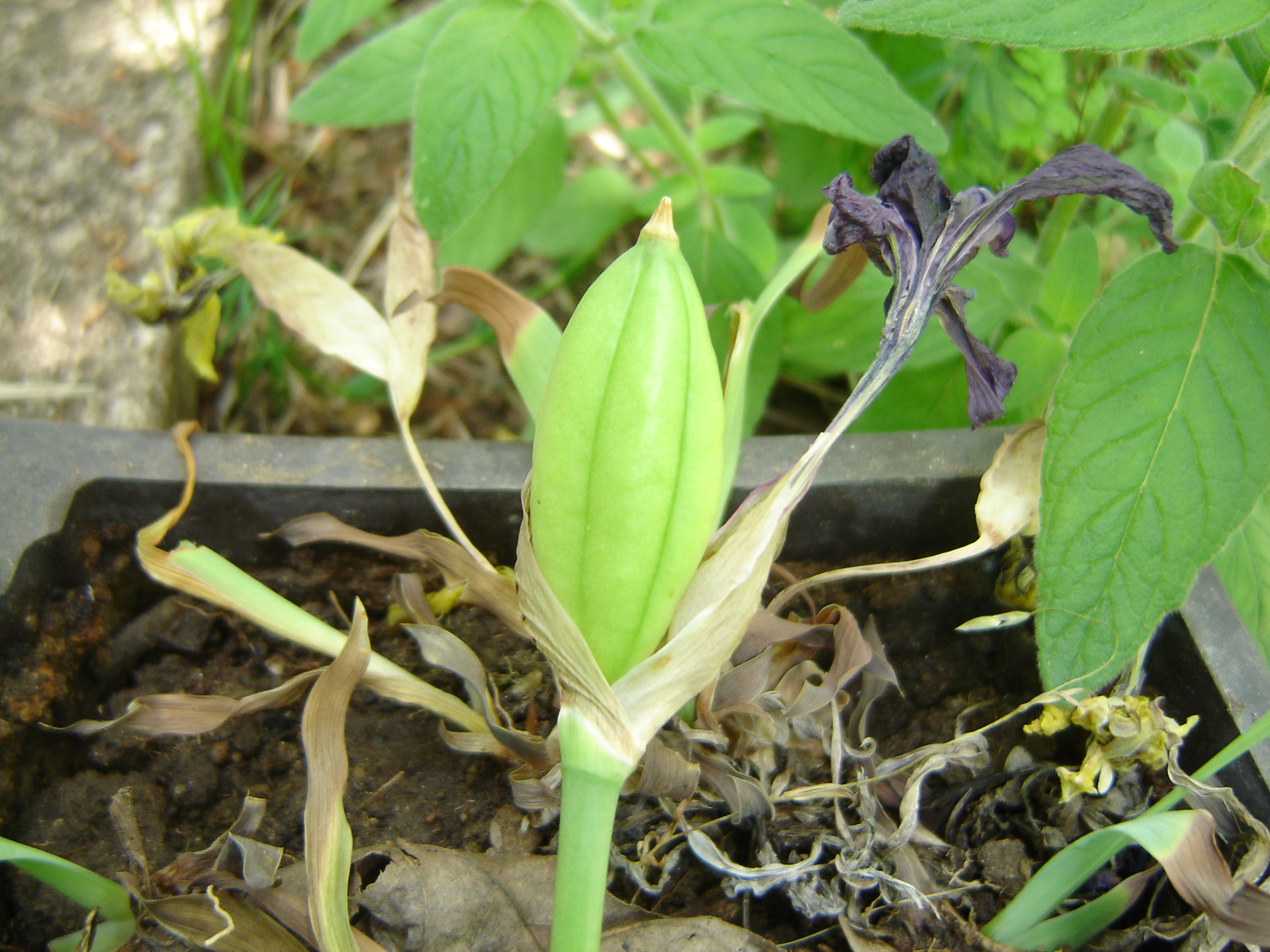
Kapselfrucht der Reichenbach-Schwertlilie (Iris reichenbachii)

### Vegetative Merkmale
Schwertlilienarten sind ausdauernde krautige Pflanzen. Diese Geophyten bilden Rhizome oder Knollen, die oft unzutreffend „Zwiebeln“ genannt werden, als Überdauerungsorgane.
Neuerdings werden auch die Arten der Gattung Belamcanda (beispielsweise Belamcanda chinensis, nun: Iris domestica) zu Iris gerechnet. Die hier folgende Beschreibung gilt für alle Iris-Arten, die nicht zur Gattung Belamcanda gehört haben.

### Generative Merkmale
Die zwittrigen Blüten der Schwertlilien sind dreizählig. Es sind sechs Blütenhüllblätter vorhanden, die trompetenförmig verwachsen sind; drei äußere als sogenannte „Hängeblätter“ mit stets nach links gedrehter Knospenlage und die bei einigen Arten auffällige Kämme oder Bärte tragen, sowie drei innere, häufig aufrecht stehende „Domblätter“. Über jedem „Hängeblatt“ steht ein ebenfalls wie ein Blütenhüllblatt geformter und gefärbter Narbenast. Es sind nur drei Staubblätter vorhanden. Der Griffel ist „dreiästig“, wobei jeder „Griffelast“ über der Narbe zweilappig ist. Bestäubungsbiologisch bildet jedes „Hängeblatt“ mit einem Narbenast und dem dazwischenliegenden Staubblatt eine Blume (Meranthium), d. h. jedes Drittel der Blüte kann unabhängig voneinander von Insekten (insbesondere Hummeln) angeflogen werden (Entomogamie).
Die lokuliziden Kapselfrüchte reißen bei Reife an den Rückennähten jedes Fruchtblattes auf. Außer bei Schwertlilien treten solche Kapselfrüchte auch bei Narzissen sowie Nachtkerzen und vielen Liliengewächsen auf. Es befinden sich 4 bis 20 Samen in ein bis zwei Reihen je Kapselfach. Die Samen sind mit oder ohne Arillus.

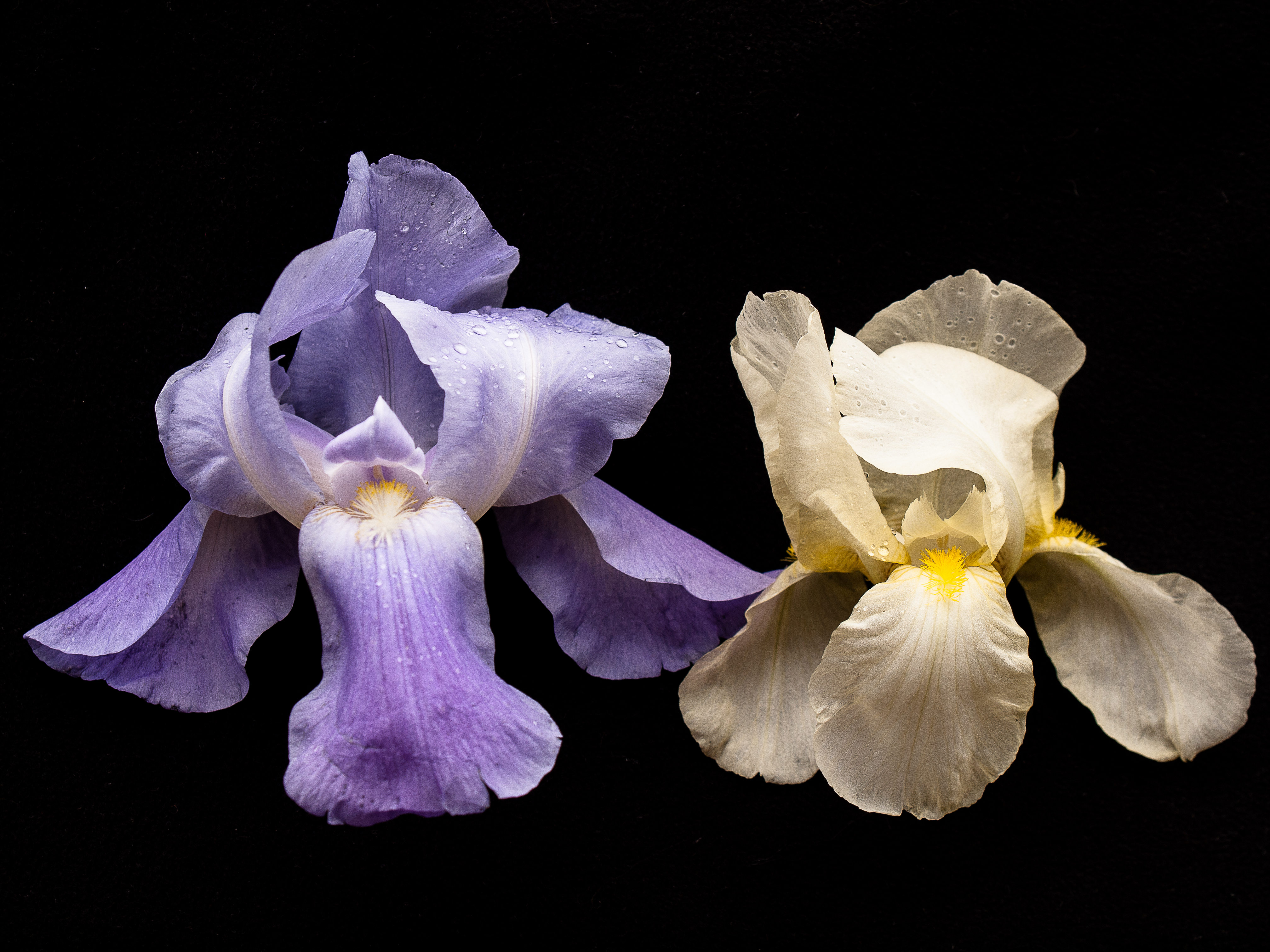
Blüten von Iris pseudopallida und Orjen-Schwertlilie (Iris orjenii). Die zwei nahverwandten südostadriatisch-mediterranen Arten aus der Gruppe der Bartirise (Untergattung Iris Sektion Iris) haben angenehm duftende Blüten. Sie wurden aufgrund kosmetischer (Parfüm) und gärtnerischer Eignung in ganz Europa eingeführt.

## Systematik und Verbreitung
Die Gattung Iris wurde durch Carl von Linné aufgestellt. Synonyme für Iris Tourn. ex L. sind: Hermodactylus Mill., Xiphion Mill., Xyphion Medik. orth. var., Belamcanda Adans. nom. cons., Beverna Adans., Chamoletta Adans., Gemmingia Heist. ex Fabr., Iriastrum Heist. ex Fabr., Xuris Adans., Chamaeiris Medik., Gattenhofia Medik., Pseudo-iris Medik., Xeris Medik., Pardanthus Ker Gawl., Evansia Salisb., Thelysia Salisb., Juno Tratt., Limniris (Tausch) Rchb., Oncocyclus Siemssen, Limnirion Opiz, Costia Willk., Coresantha Alef., Neubeckia Alef., Spathula Fourr., Xyridion (Tausch) Fourr., Joniris (Spach) Klatt, Ioniris Baker orth. var., Cryptobasis Nevski, Sclerosiphon Nevski, Iridodictyum Rodion., Siphonostylis Wern.Schulze, Junopsis Wern.Schulze, Pardancanda L.W.Lenz, Pardanthopsis (Hance) L.W.Lenz, Alatavia Rodion., Ophioiris (Y.T.Zhao) Rodion., Eremiris (Spach) Rodion., Dielsiris M.B.Crespo, Lophiris (Tausch) M.B.Crespo, Phaeiris (Spach) M.B.Crespo, Rodionenkoa M.B.Crespo, Mart.-Azorín & Mavrodiev, Syrianthus M.B.Crespo, Mart.-Azorín & Mavrodiev, Tectiris M.B.Crespo, Mart.-Azorín & Mavrodiev, Zhaoanthus M.B.Crespo, Mart.-Azorín & Mavrodiev.

### Innere Systematik

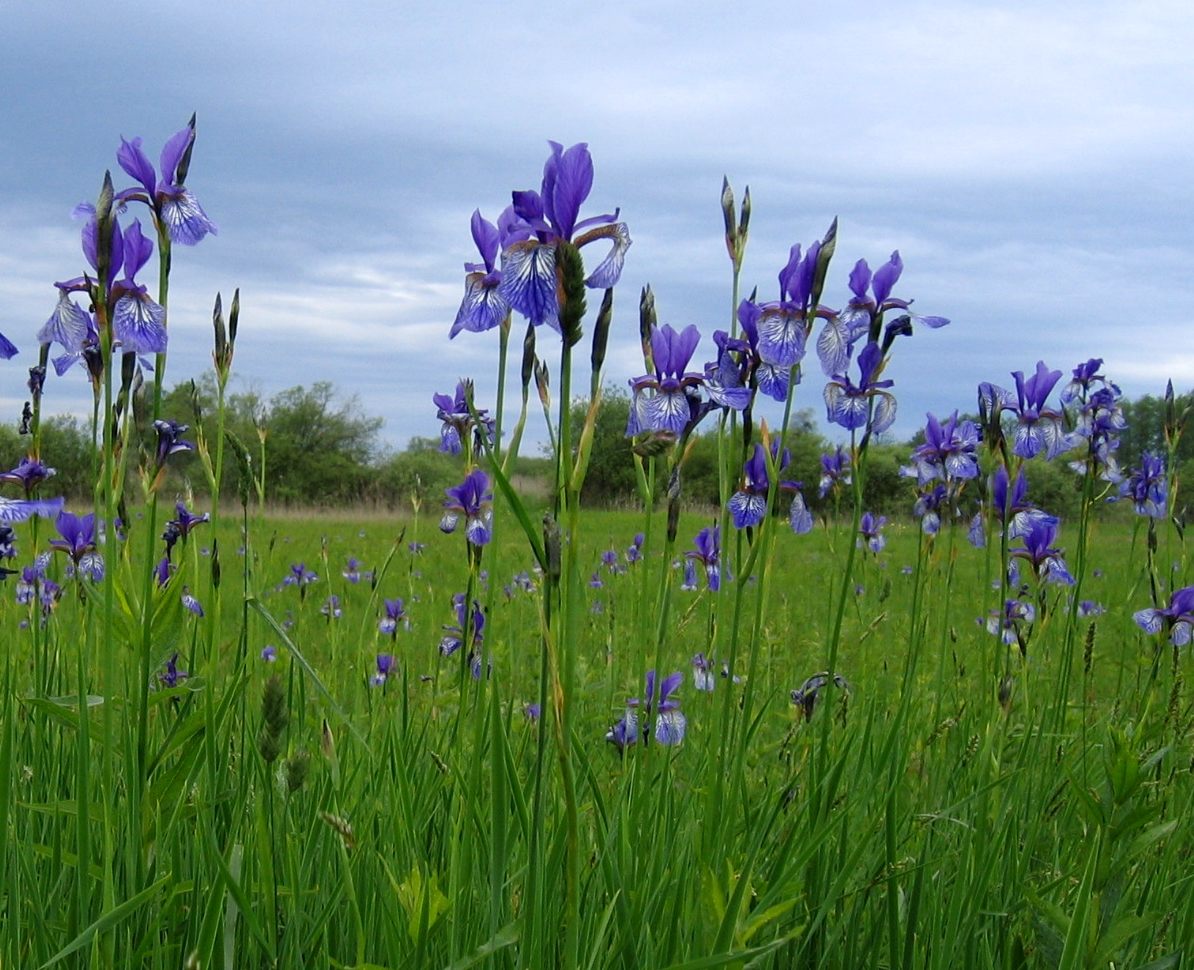
Sibirische Schwertlilie (Iris sibirica) aus der Sektion Limniris in der Untergattung Limniris; Massenbestand im Eriskircher Ried am Bodensee

Die Gattung Iris wird in sechs Untergattungen gegliedert:
- Untergattung Hermodactyloides Spach: Sie besitzen Knollen.[4]
- Untergattung Iris: Sie besitzen Rhizome: Mit den Sektionen:
  - Sektion Hexapogon
  - Sektion Iris
  - Sektion Oncocyclus[4]
  - Sektion Psammiris (Spach) J.J.Taylor
  - Sektion Pseudoregelia
  - Sektion Regelia
- Untergattung Limniris (Tausch) Spach: Sie besitzen Rhizome: Mit den Sektionen:
  - Sektion Limniris Tausch
  - Sektion Lophiris Tausch
- Untergattung Nepalenses: Sie besitzen Rhizome.
- Untergattung Scorpiris Spach: Sie besitzen Knollen.[4]
- Untergattung Xiphion (Mill.) Spach.

### Arten und ihre Verbreitung

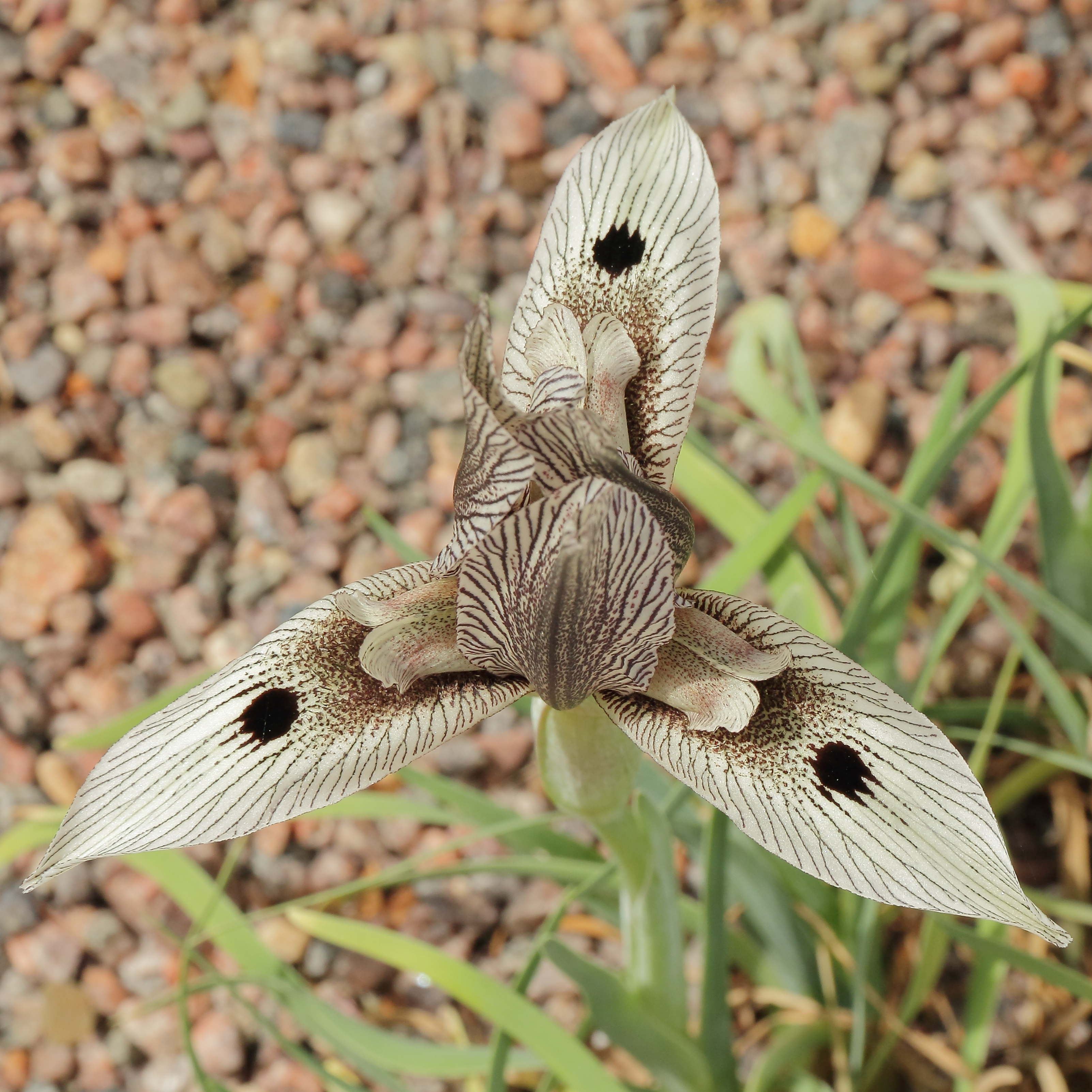
Iris acutiloba subsp. lineolata

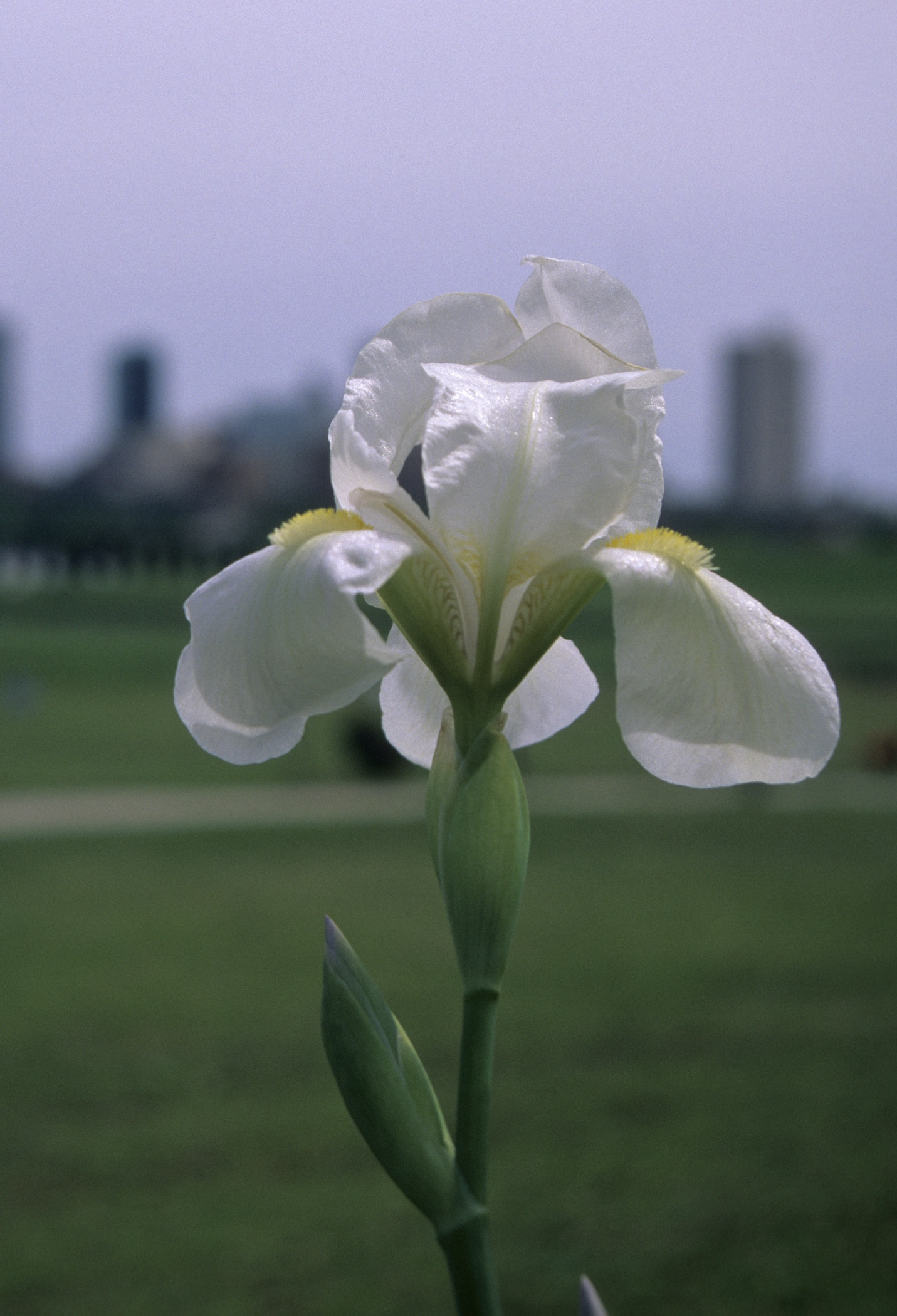
Iris albicans

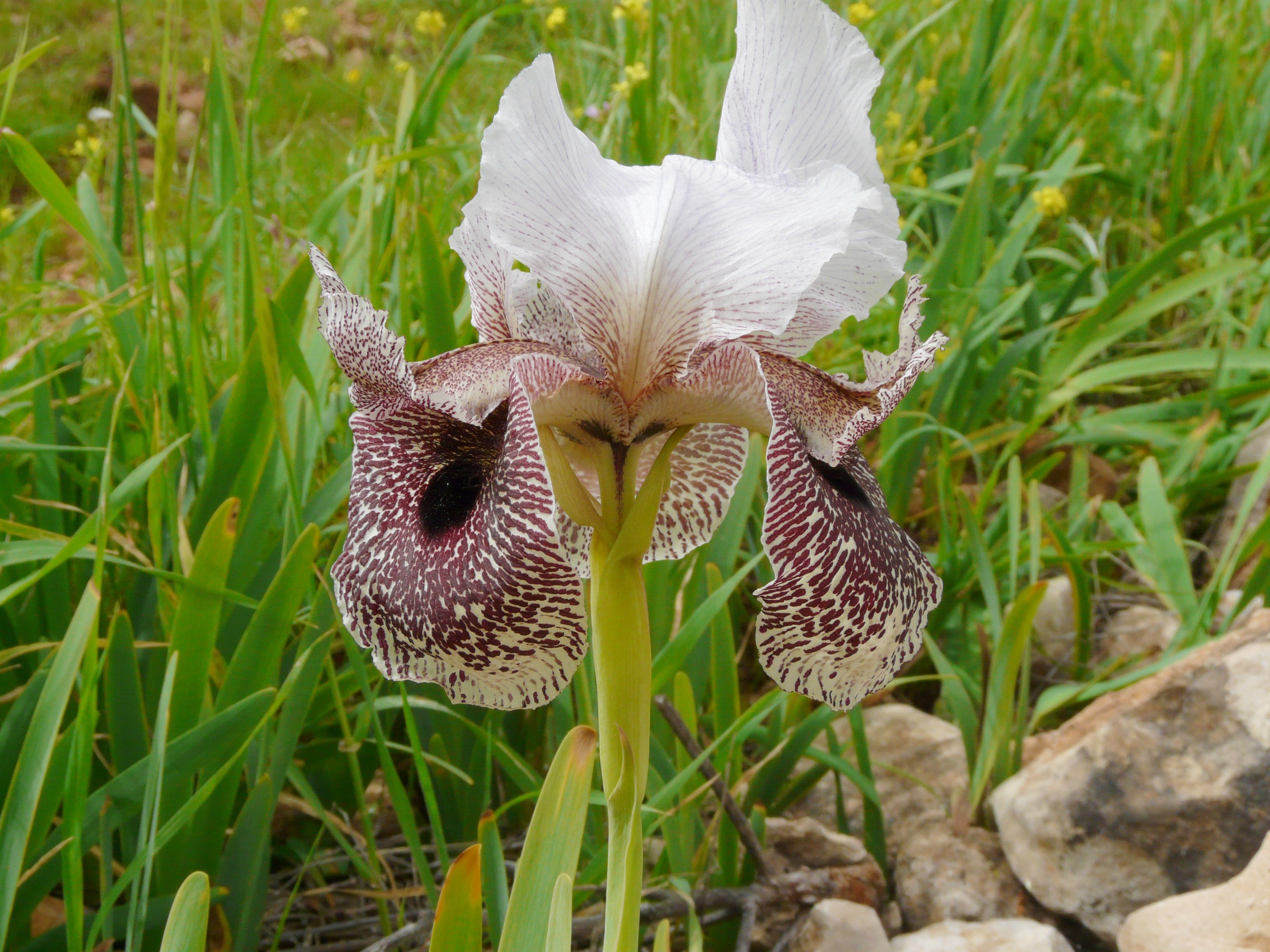
Iris bismarckiana

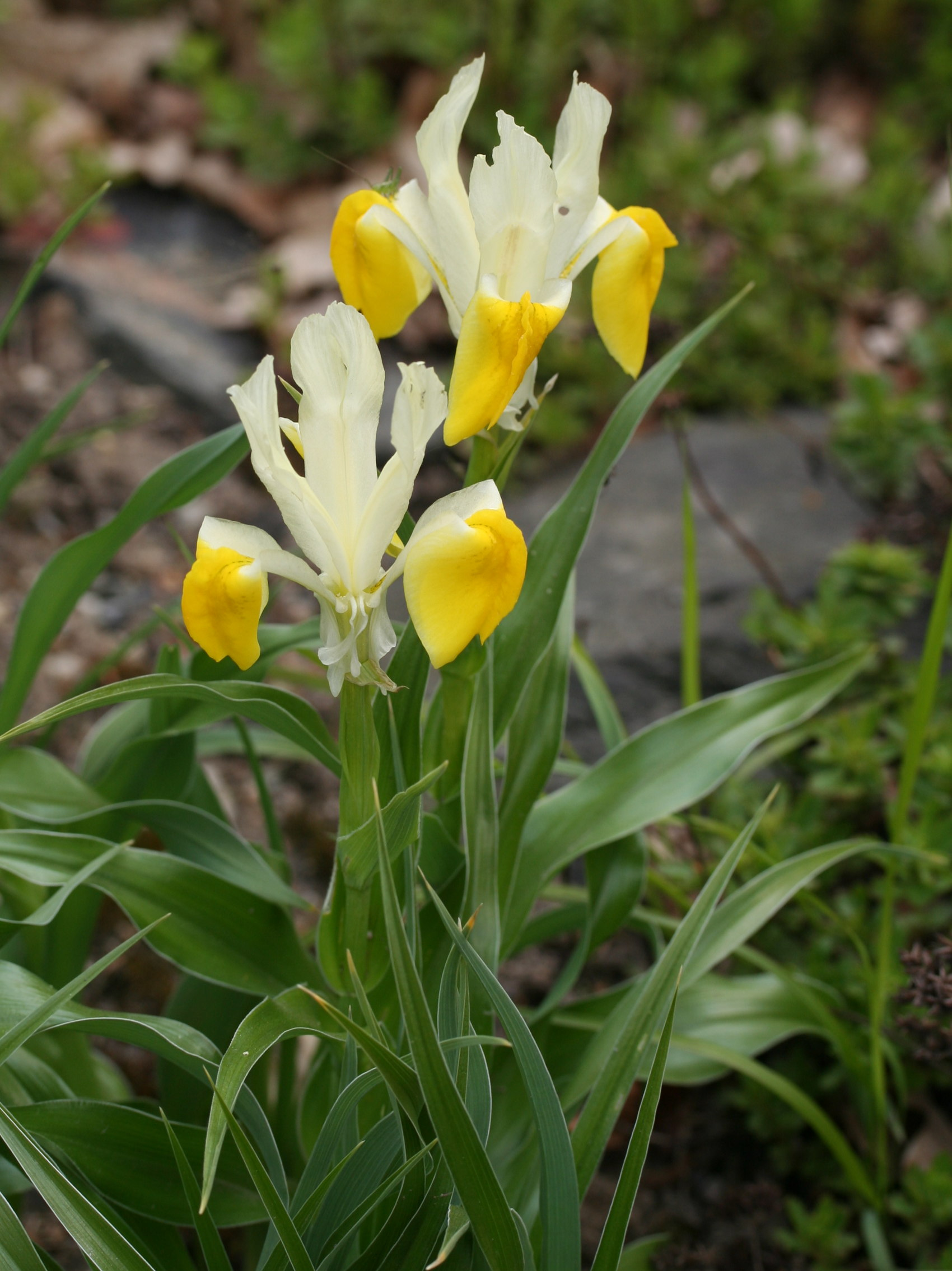
Buchara-Schwertlilie (Iris bucharica)

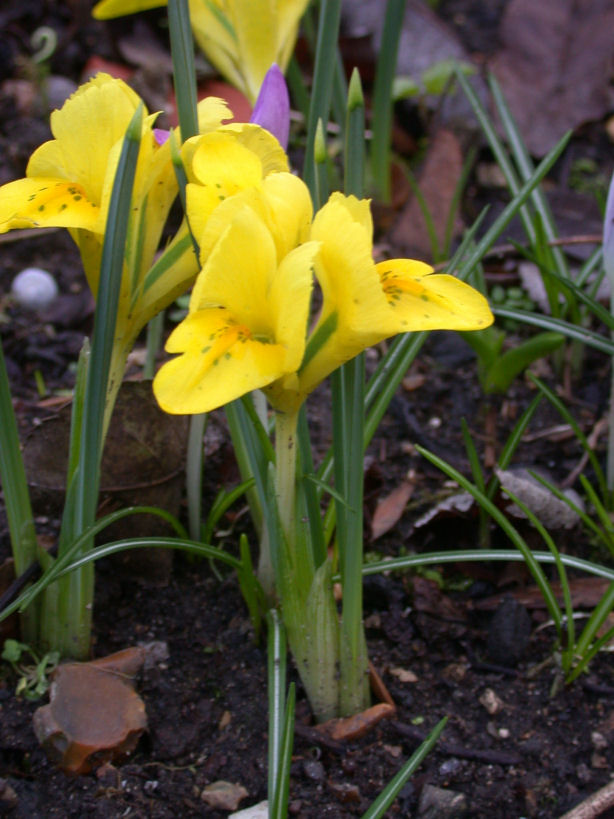
Danford-Schwertlilie (Iris danfordiae)

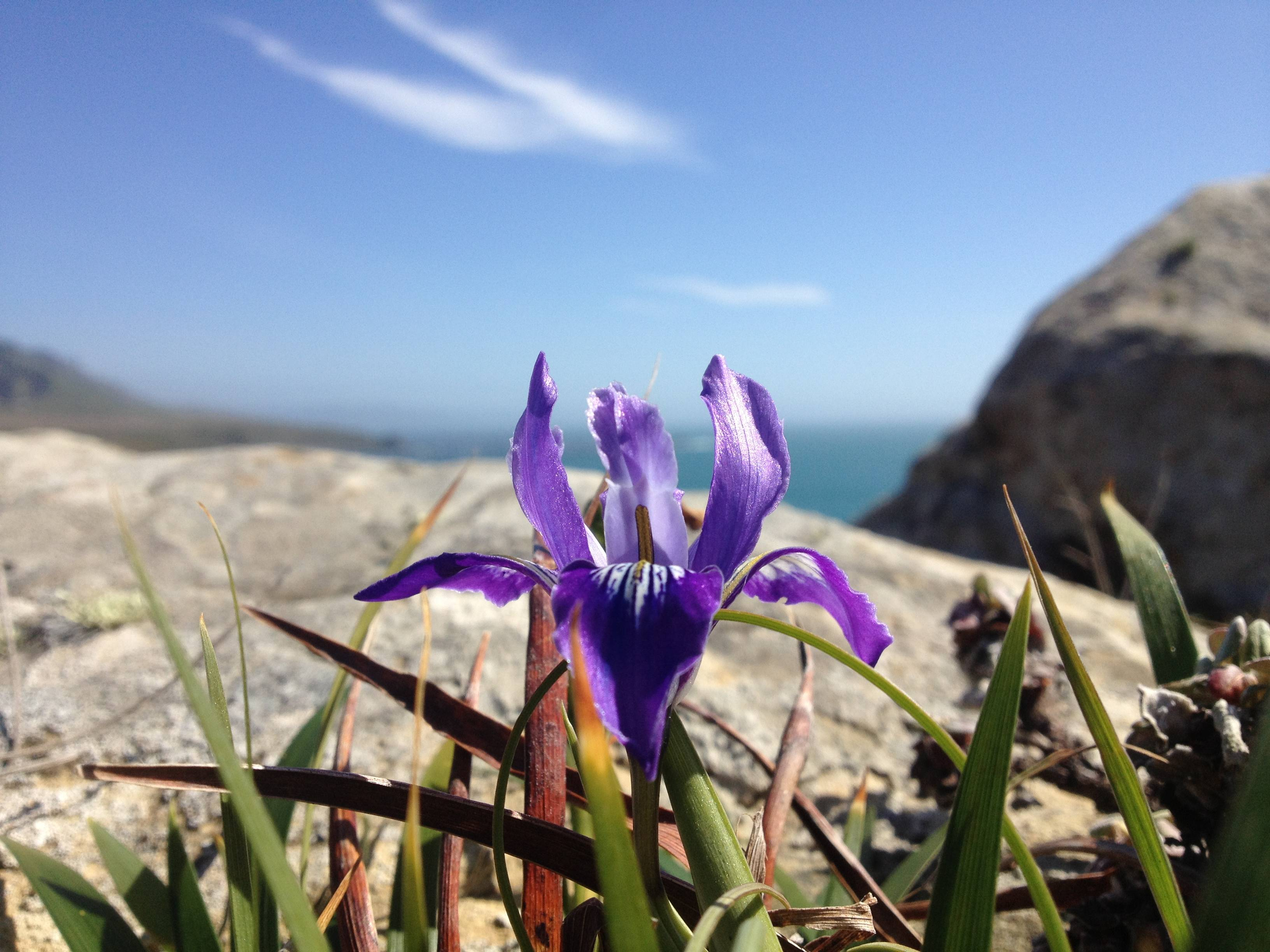
Douglas-Iris (Iris douglasiana)

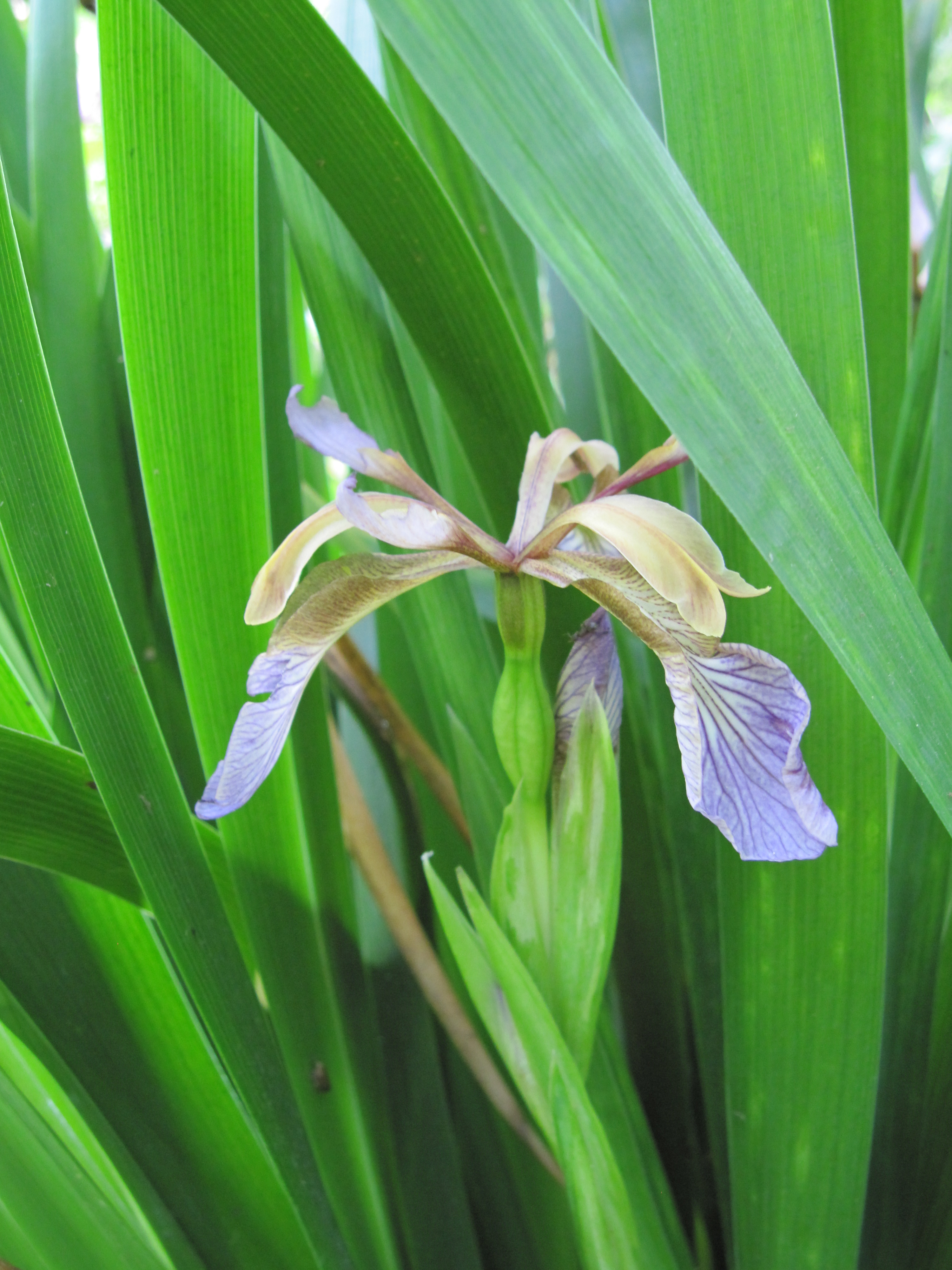
Übelriechende Schwertlilie (Iris foetidissima)

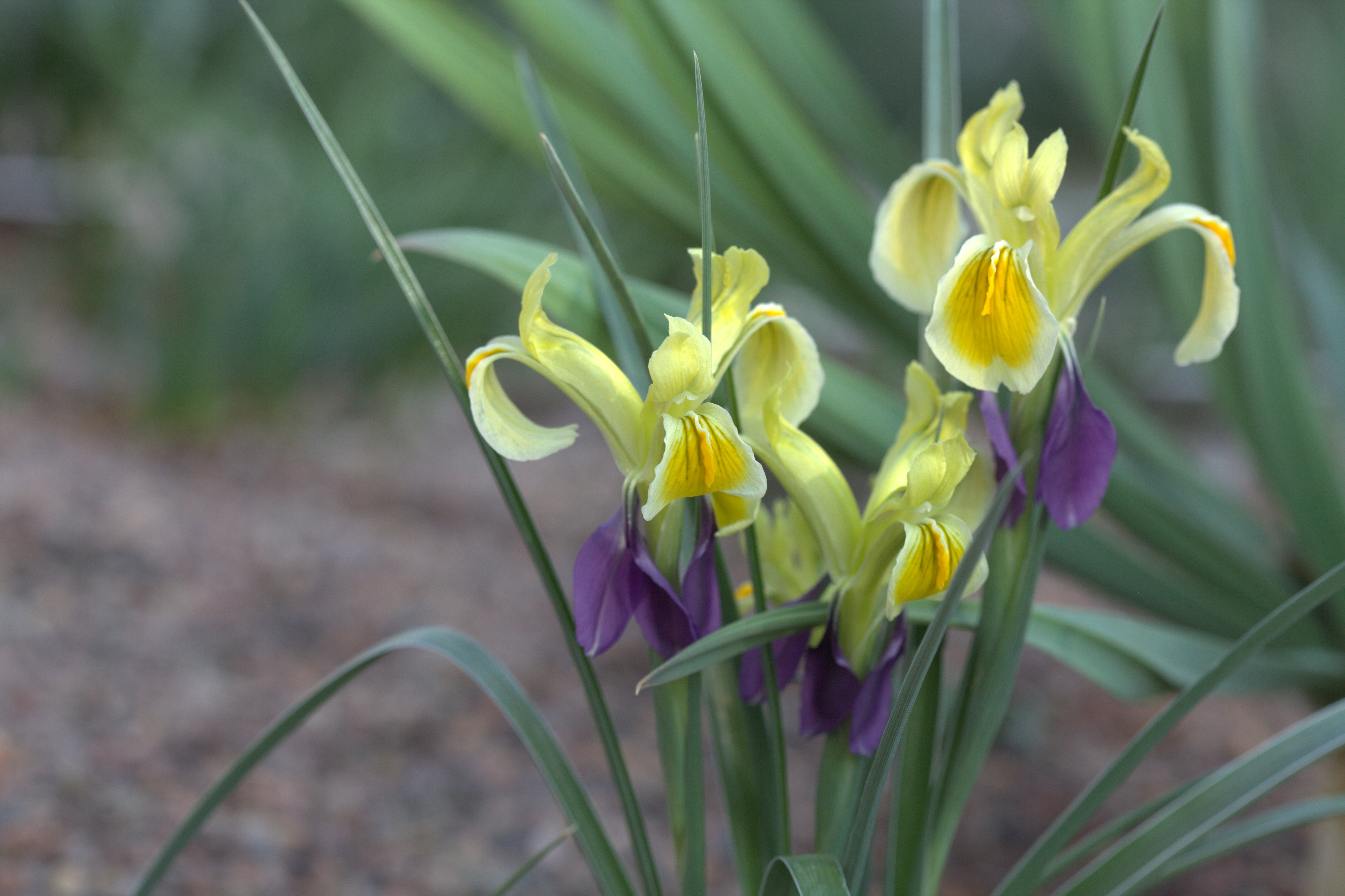
Iris fosteriana

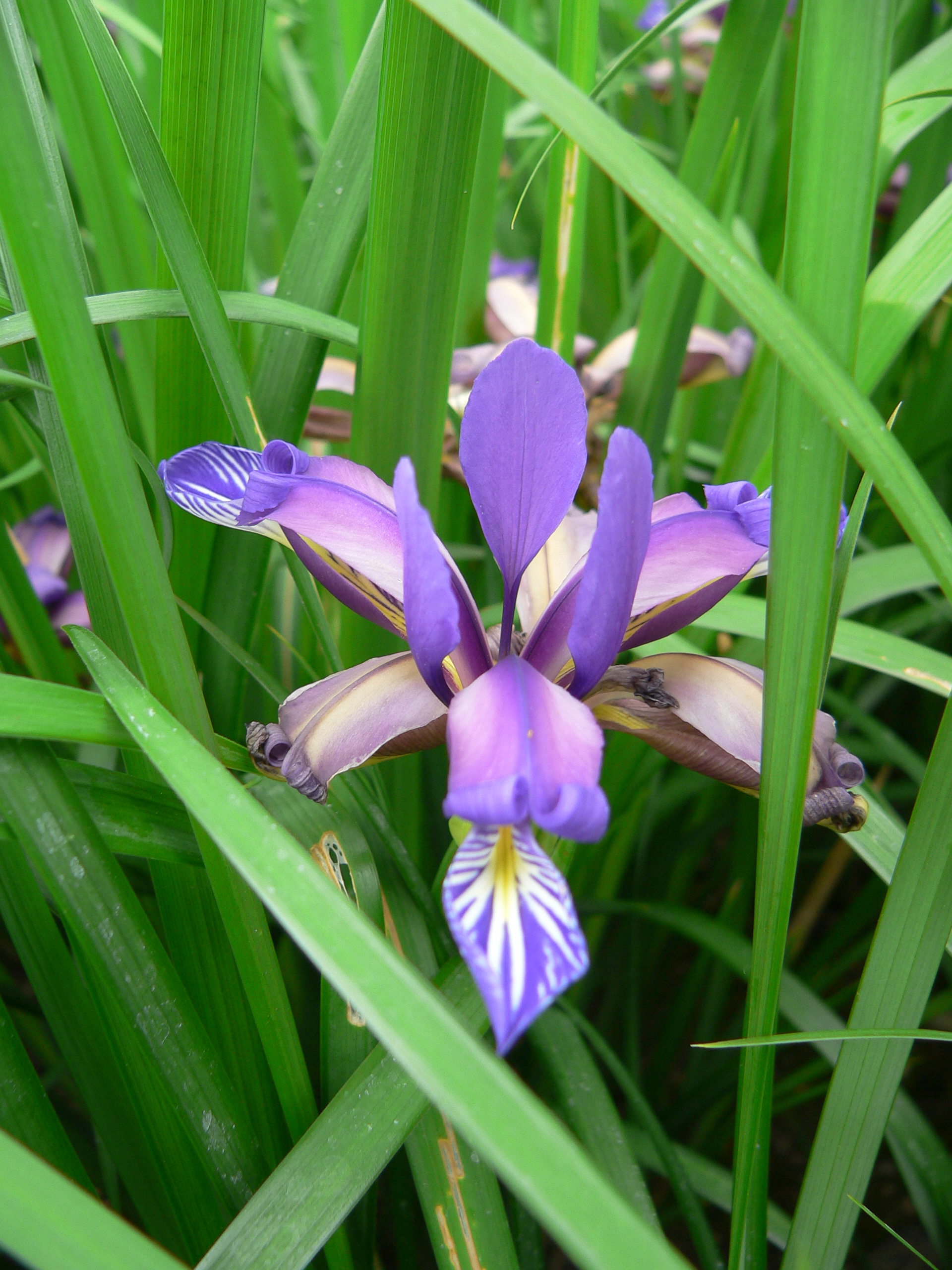
Gras-Schwertlilie (Iris graminea)

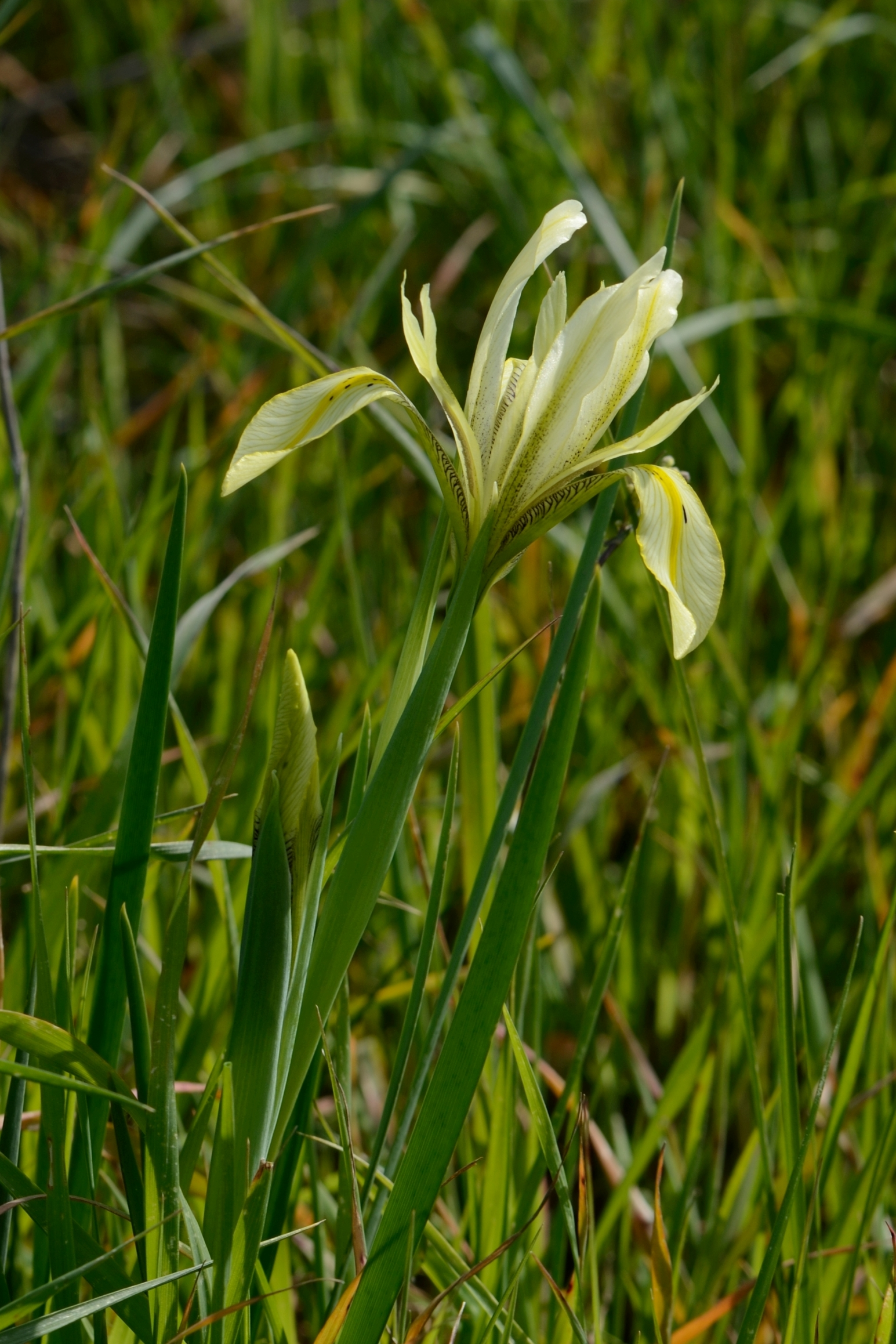
Iris grant-duffii

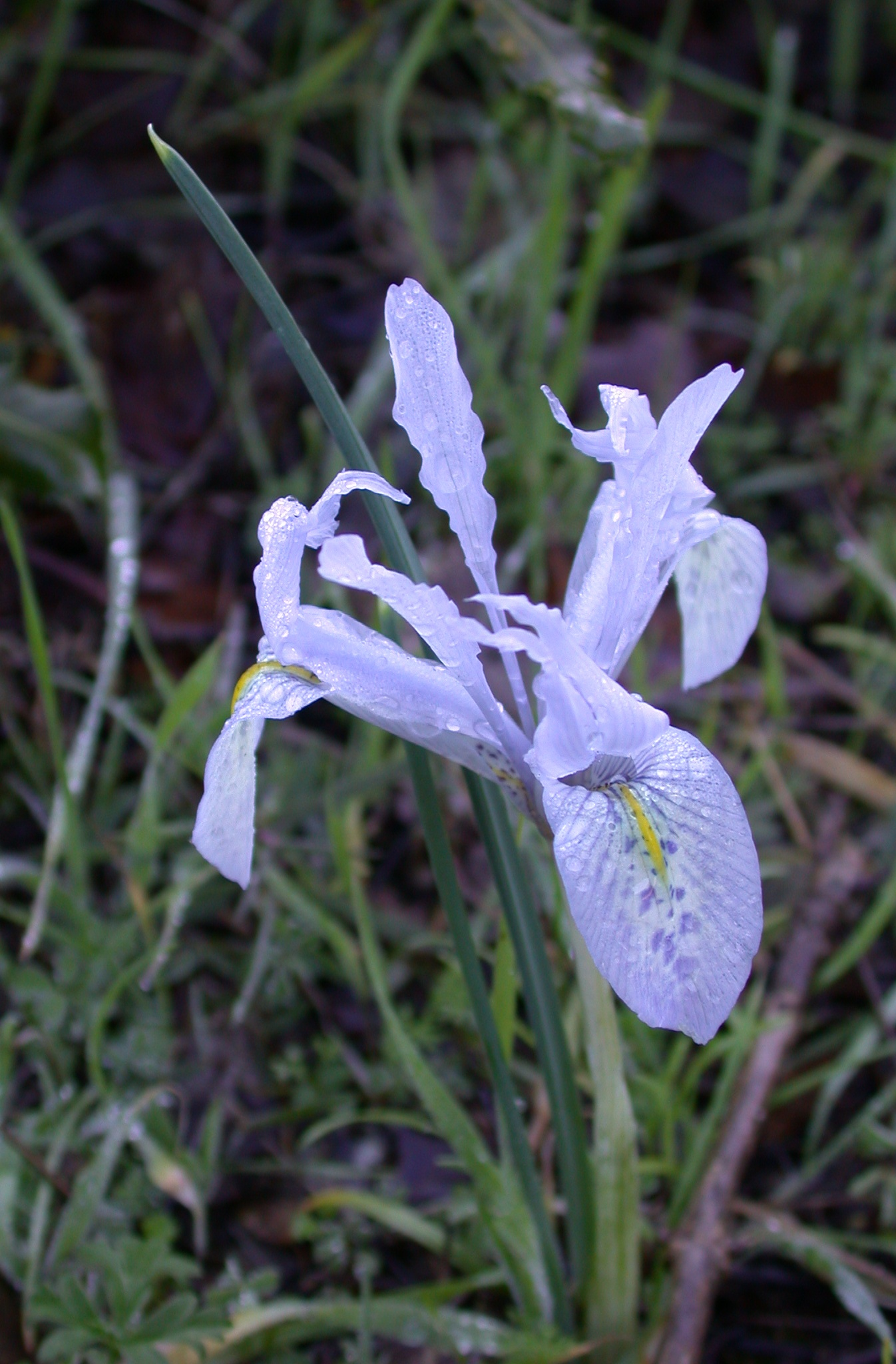
Lichtblaue Zwerg-Schwertlilie (Iris histrio)

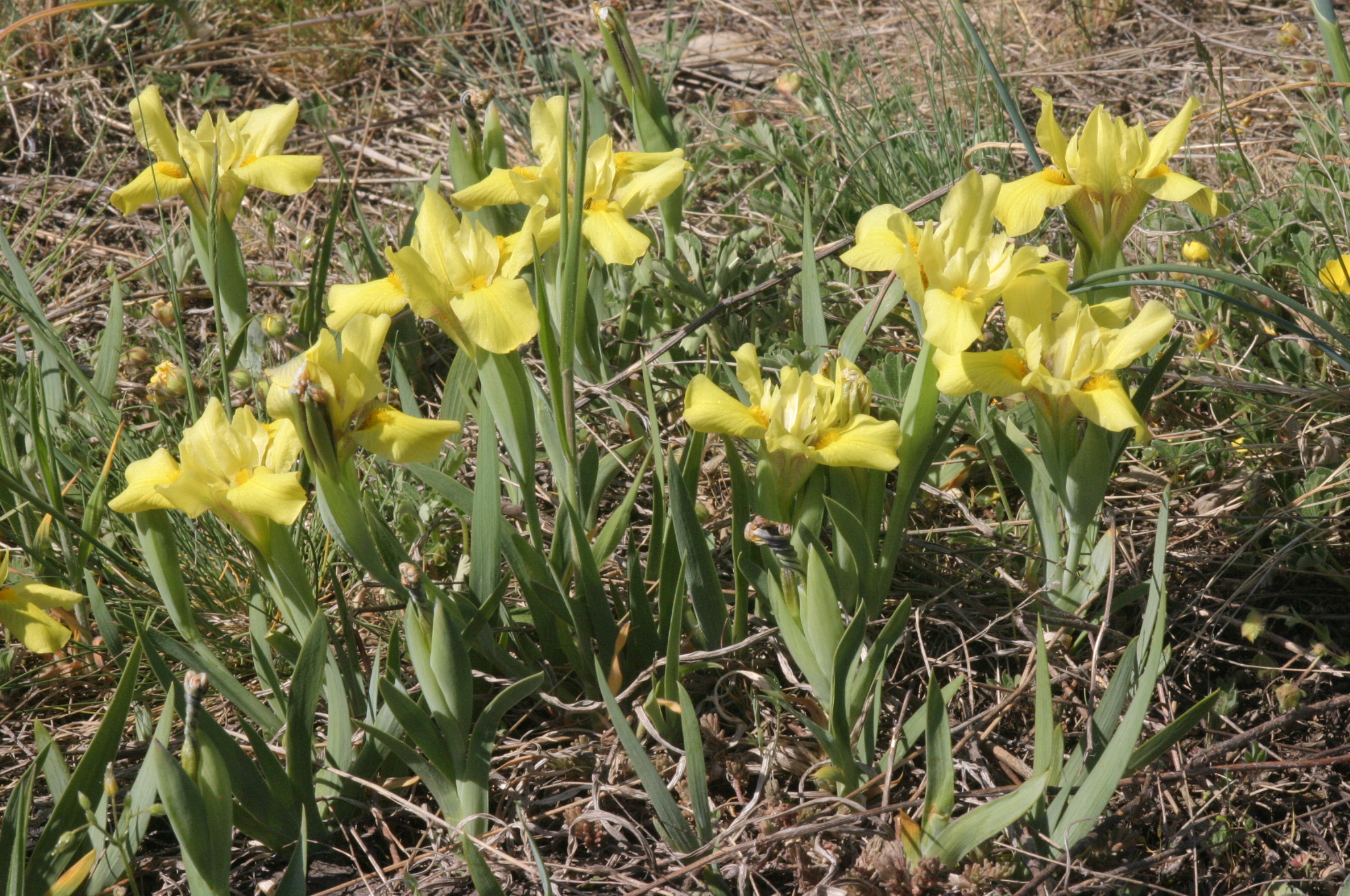
Sand-Schwertlilie (Iris humilis)

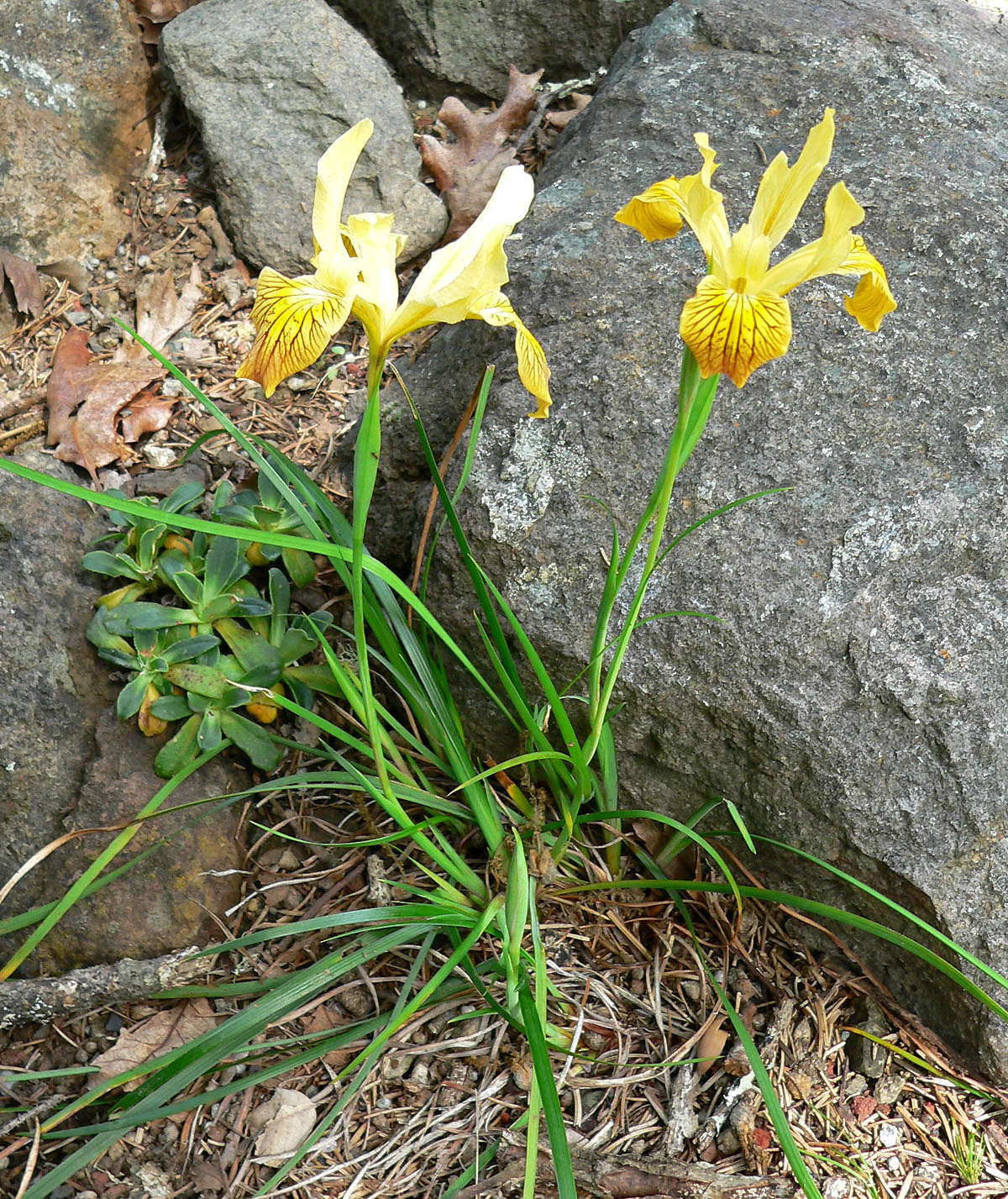
Regenbogen-Schwertlilie (Iris innominata)

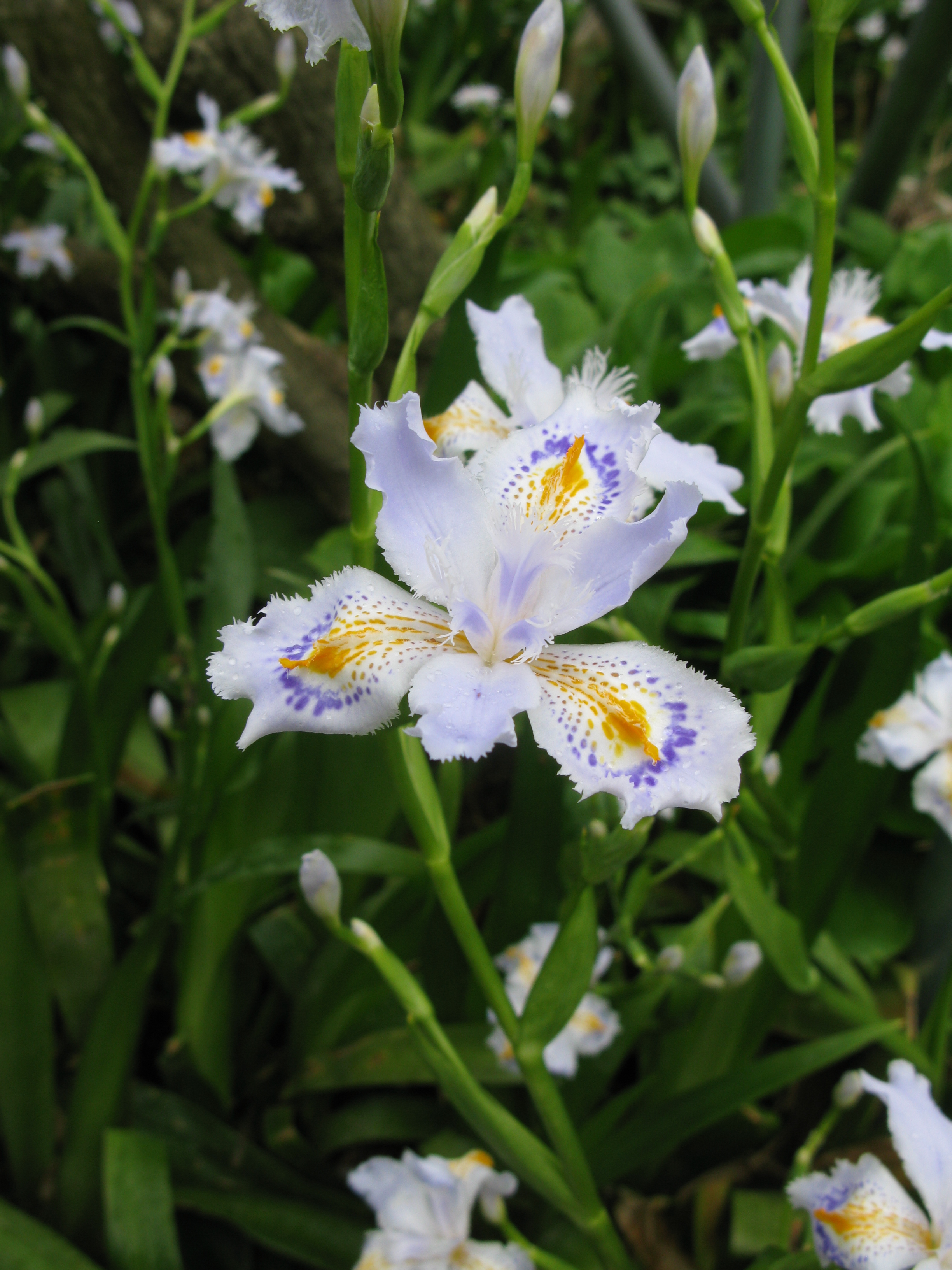
Gefranste Schwertlilie (Iris japonica) in Japan (Fukushima)

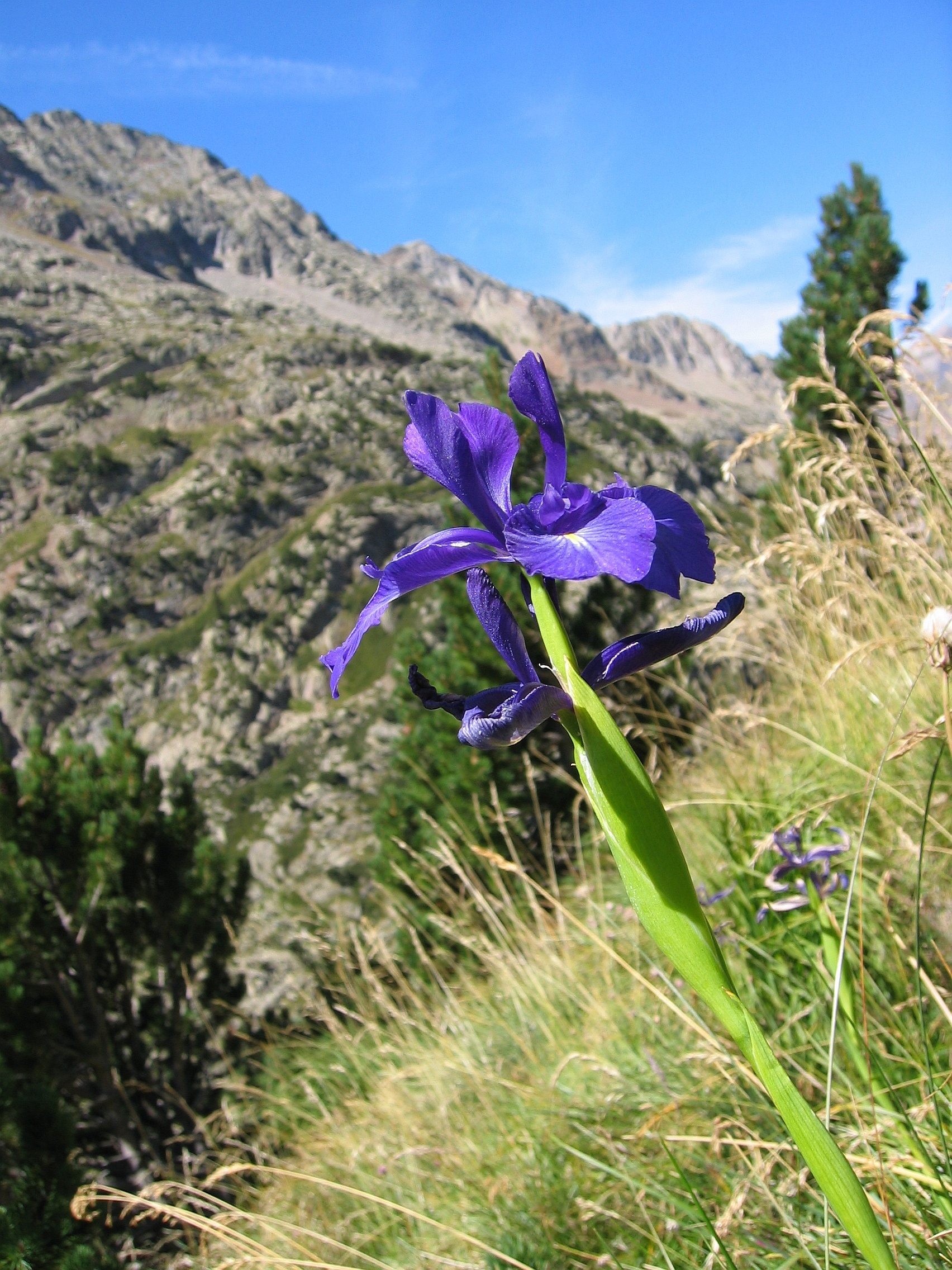
Pyrenäen-Schwertlilie (Iris latifolia) in den Pyrenäen

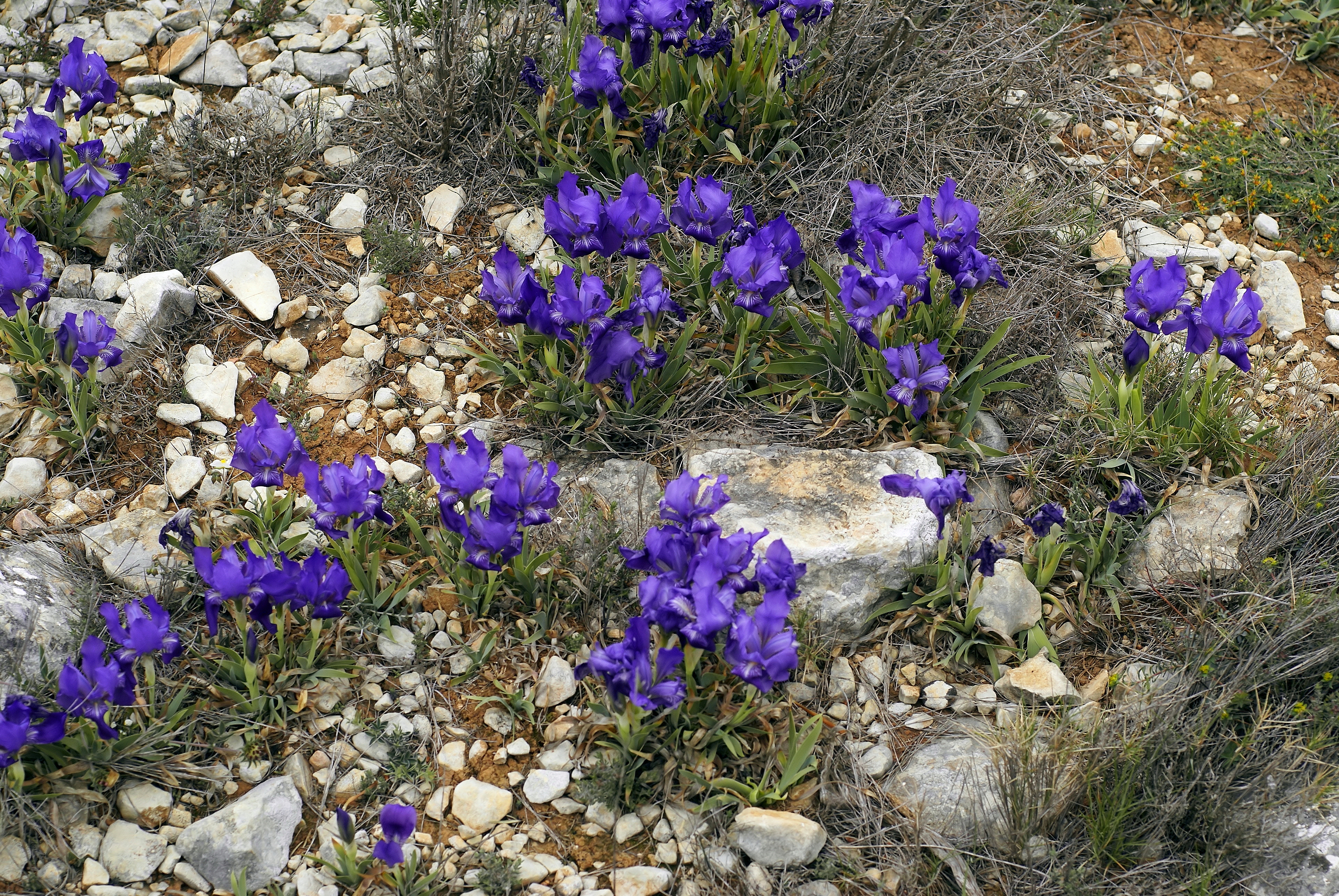
Gelbliche Schwertlilie (Iris lutescens)

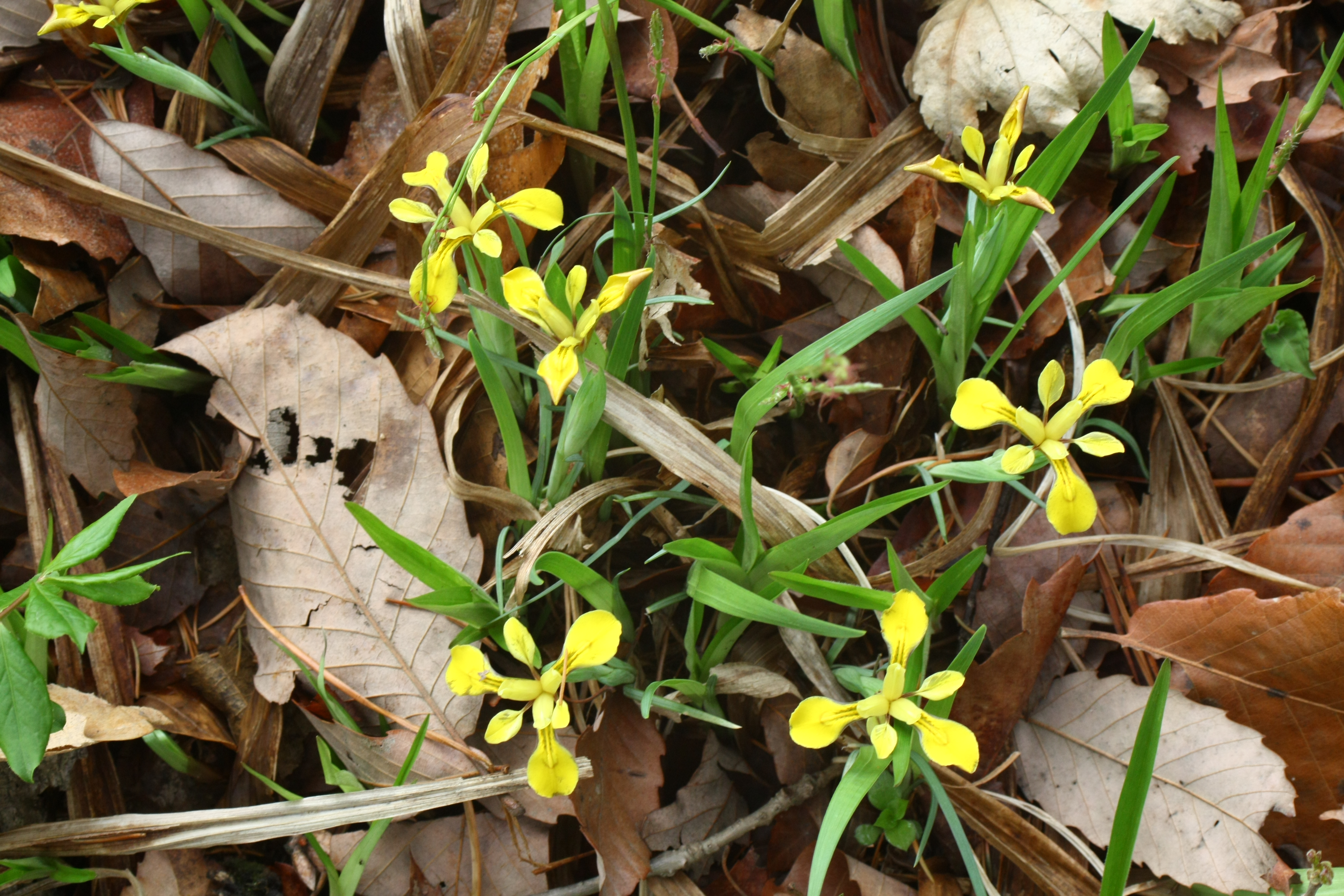
Iris minutoaurea

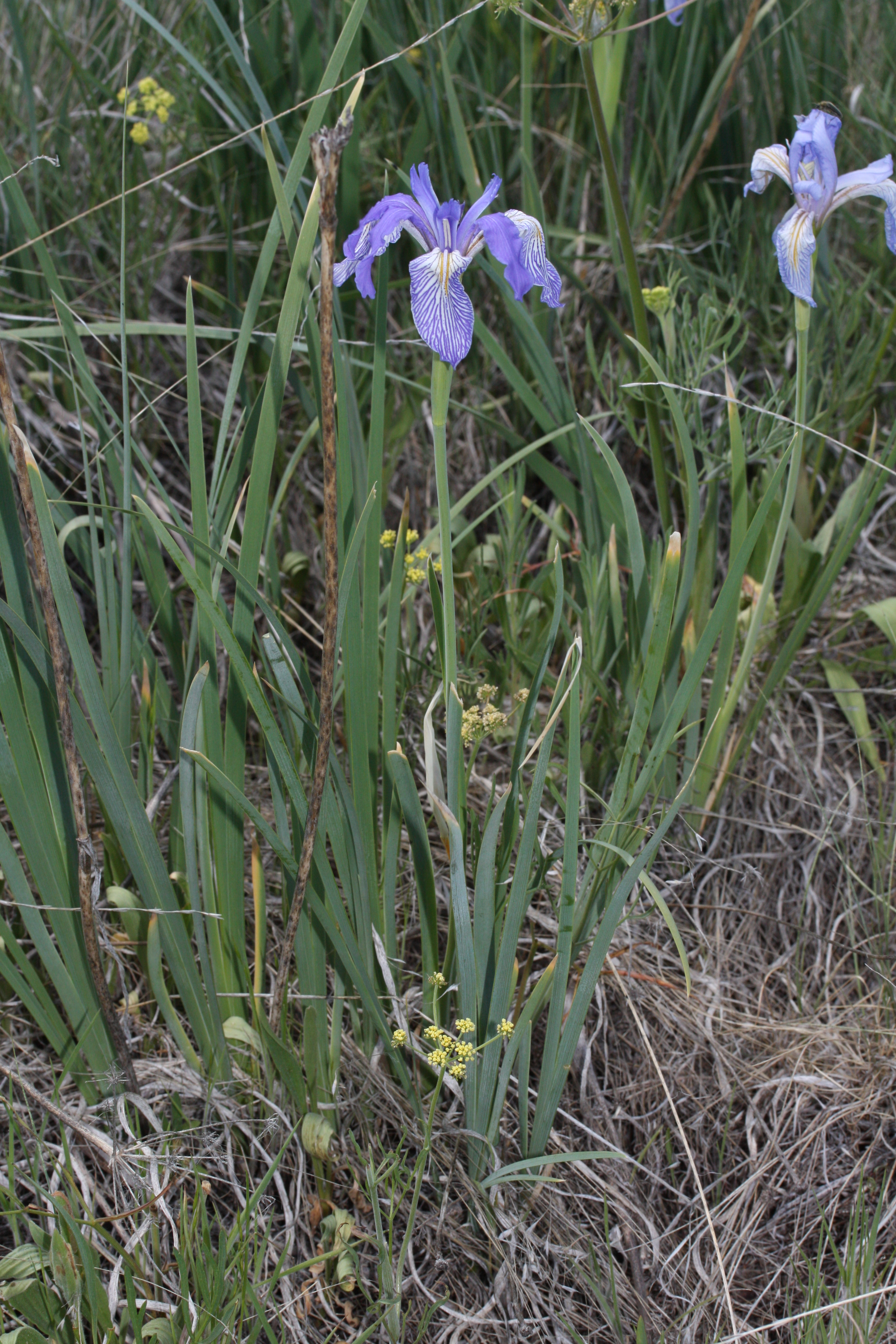
Rocky-Mountain-Schwertlilie (Iris missouriensis)

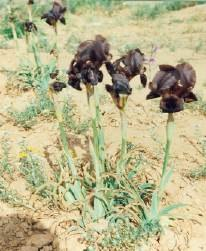
Schwarze Schwertlilie (Iris nigricans) in Jordanien

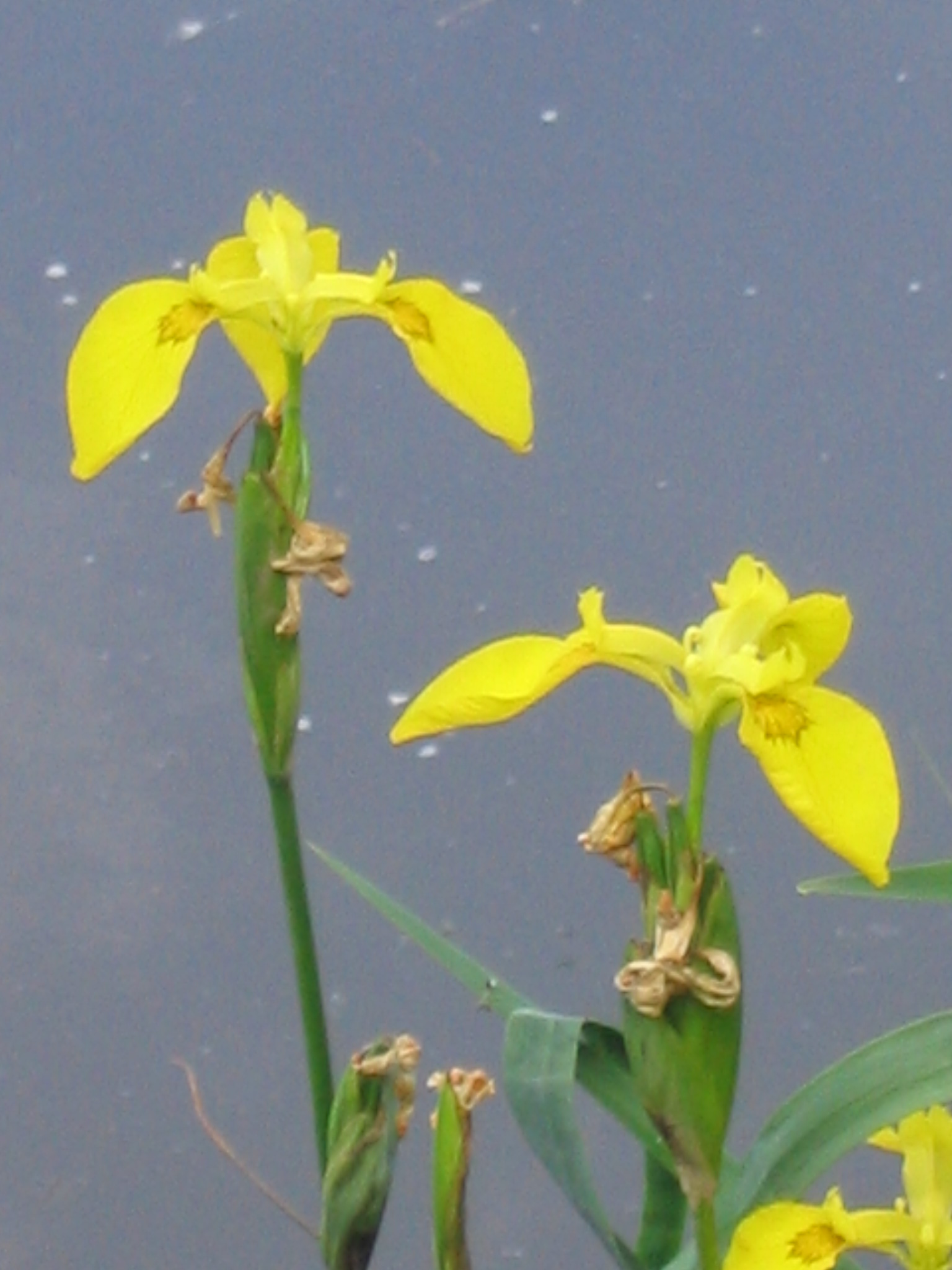
Wasser-Schwertlilie (Iris pseudacorus)

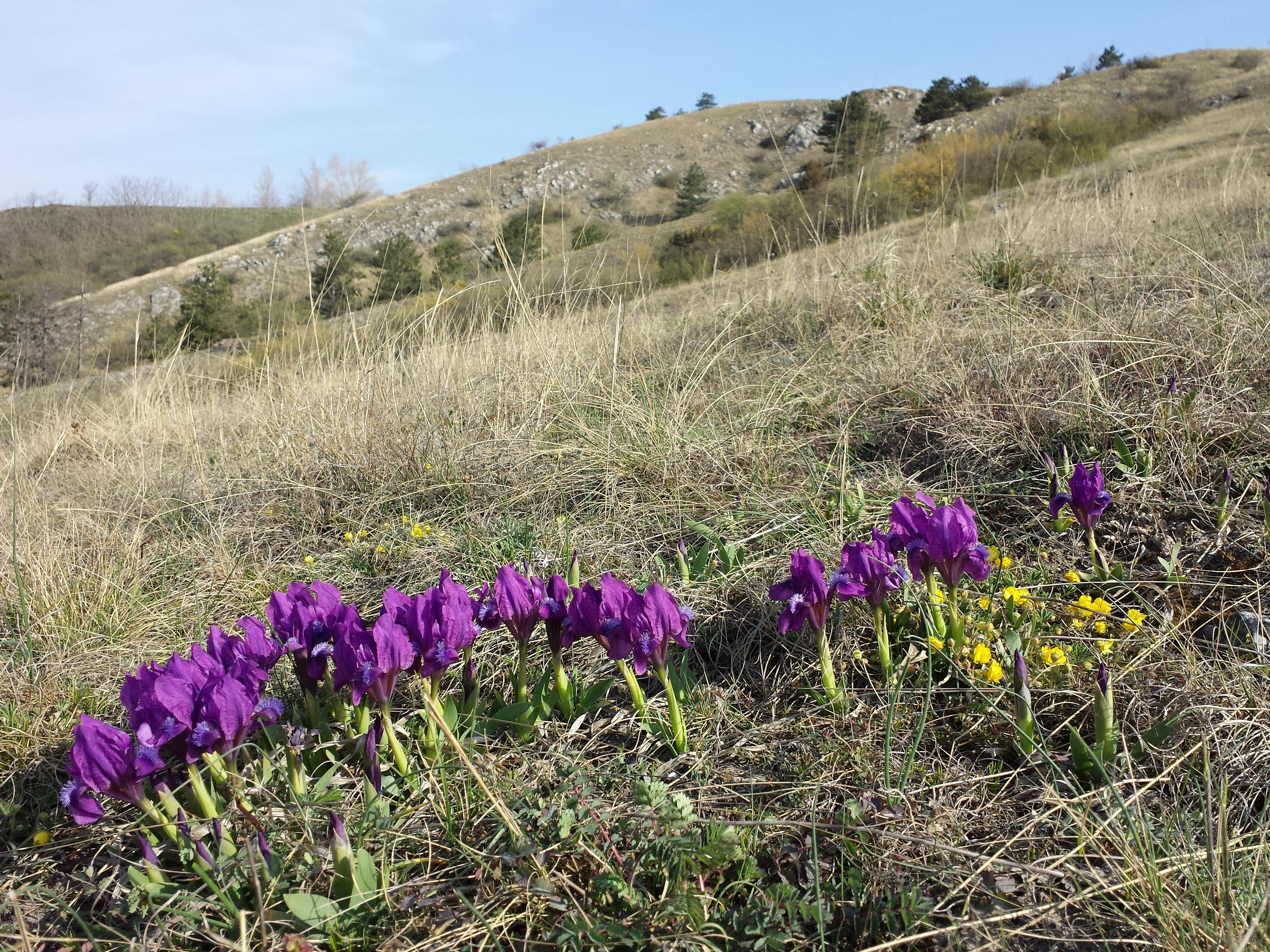
Bestand der Zwerg-Schwertlilie (Iris pumila) in Niederösterreich

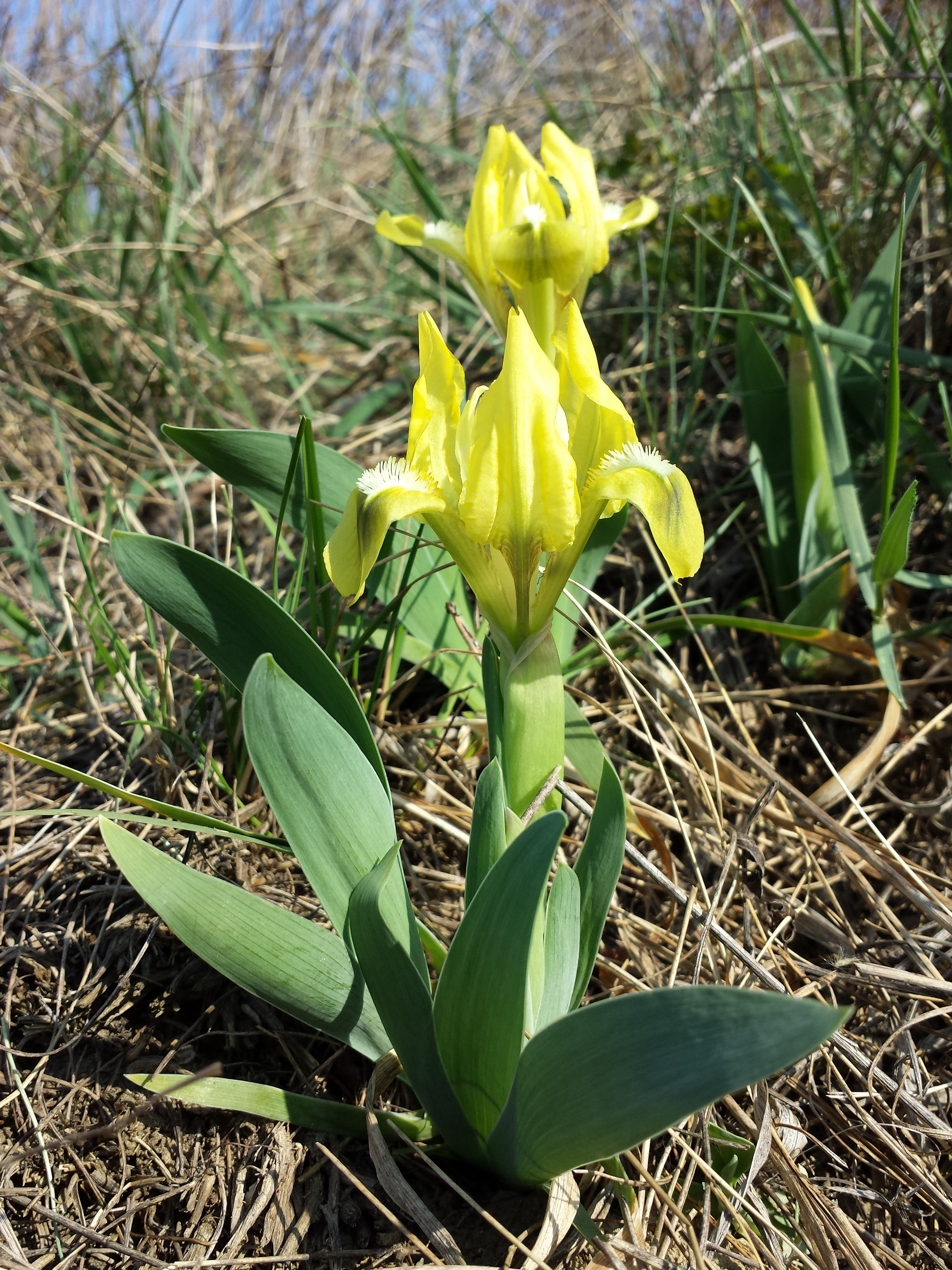
Zwerg-Schwertlilie (Iris pumila)

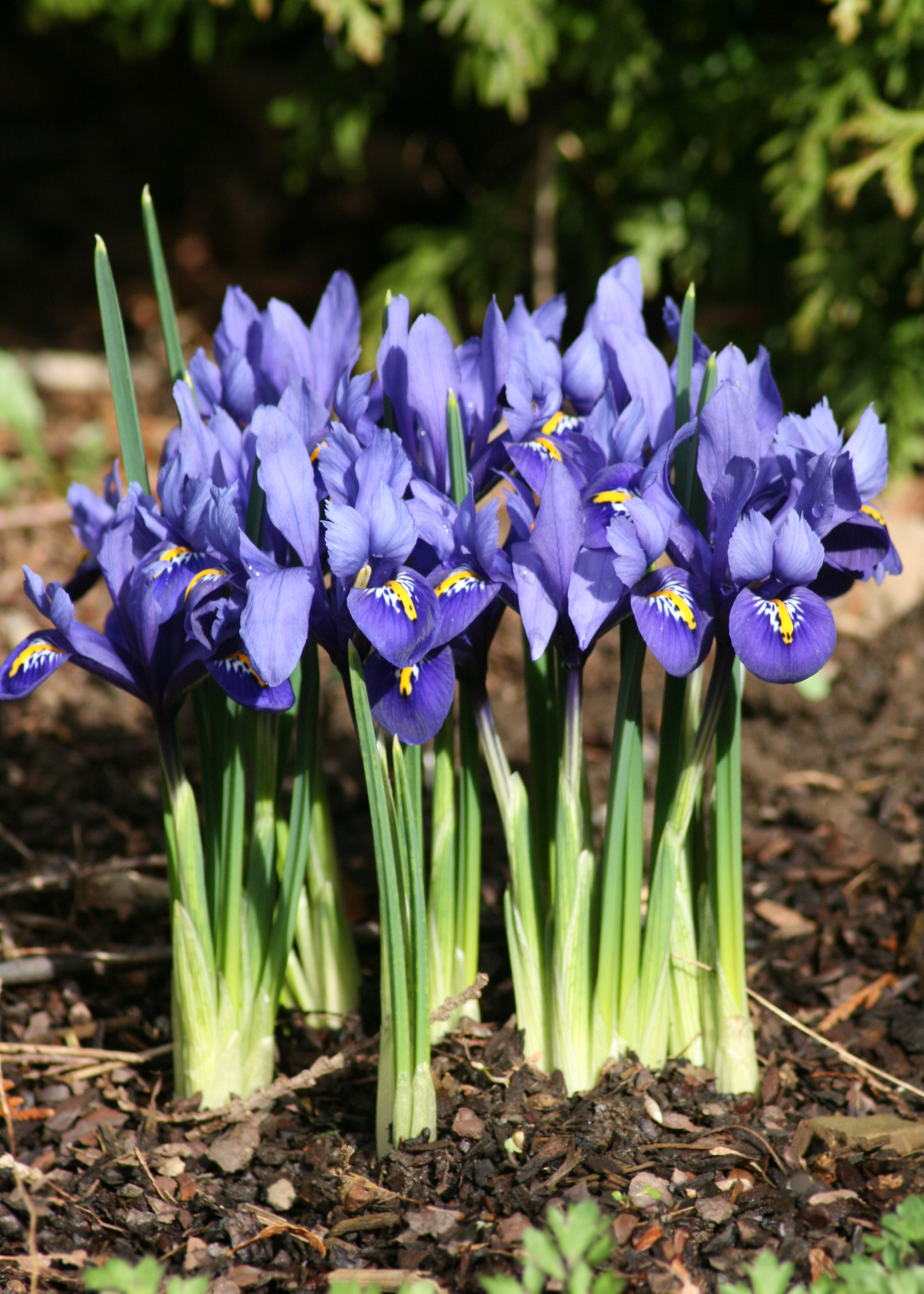
Netzblatt-Schwertlilie (Iris reticulata)

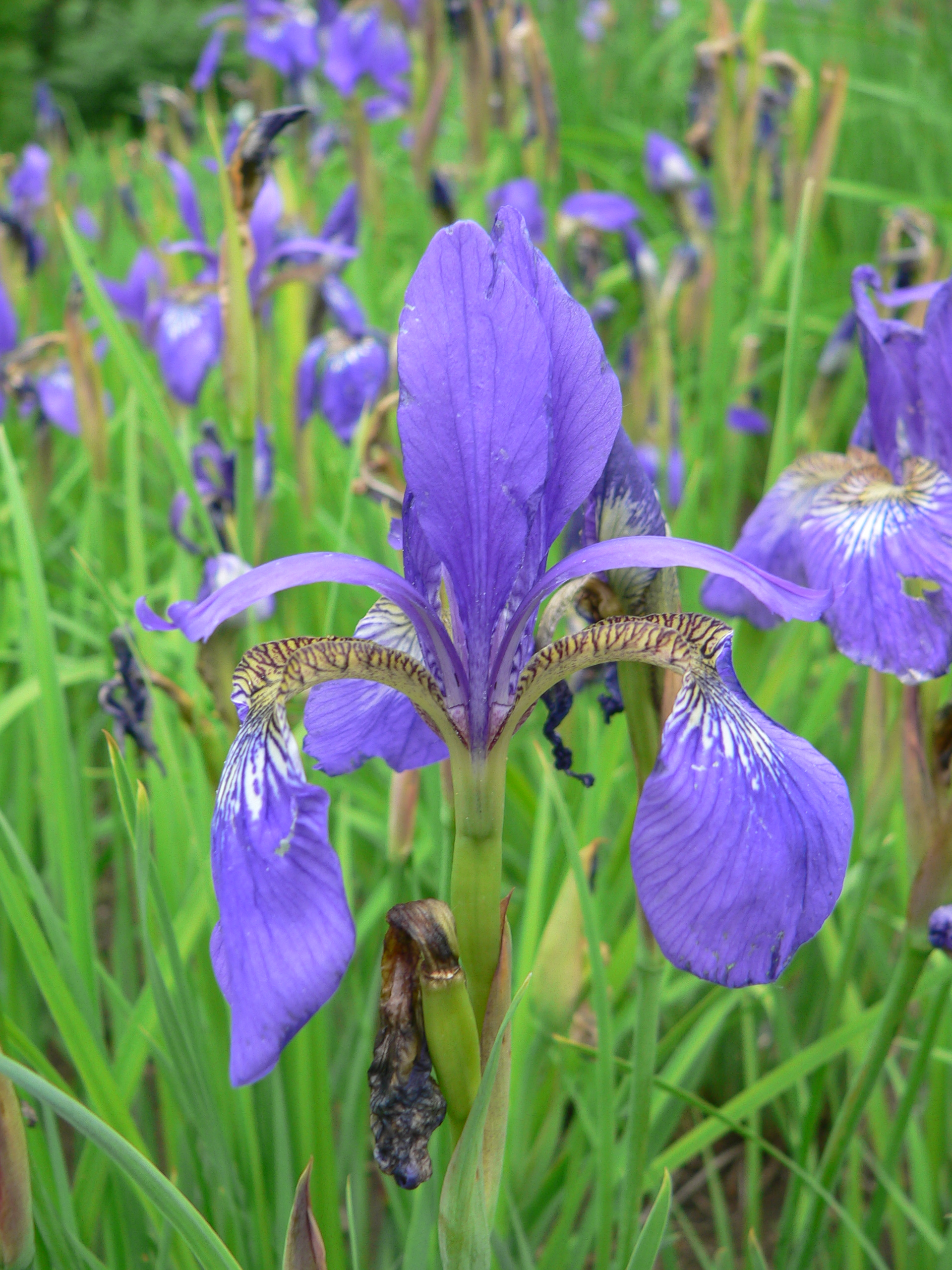
Ostsibirische Schwertlilie (Iris sanguinea)

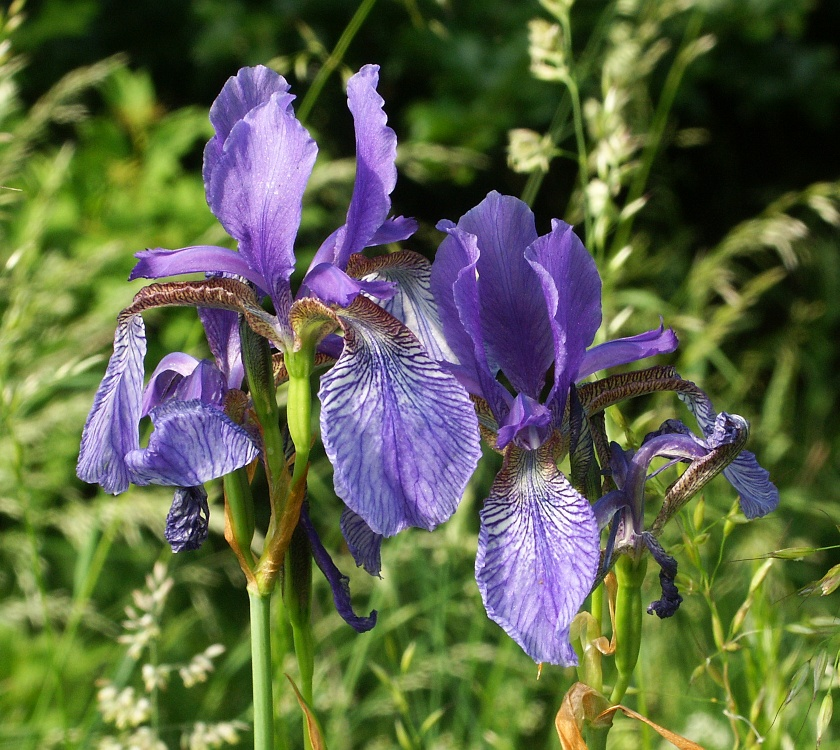
Sibirische Schwertlilie (Iris sibirica)

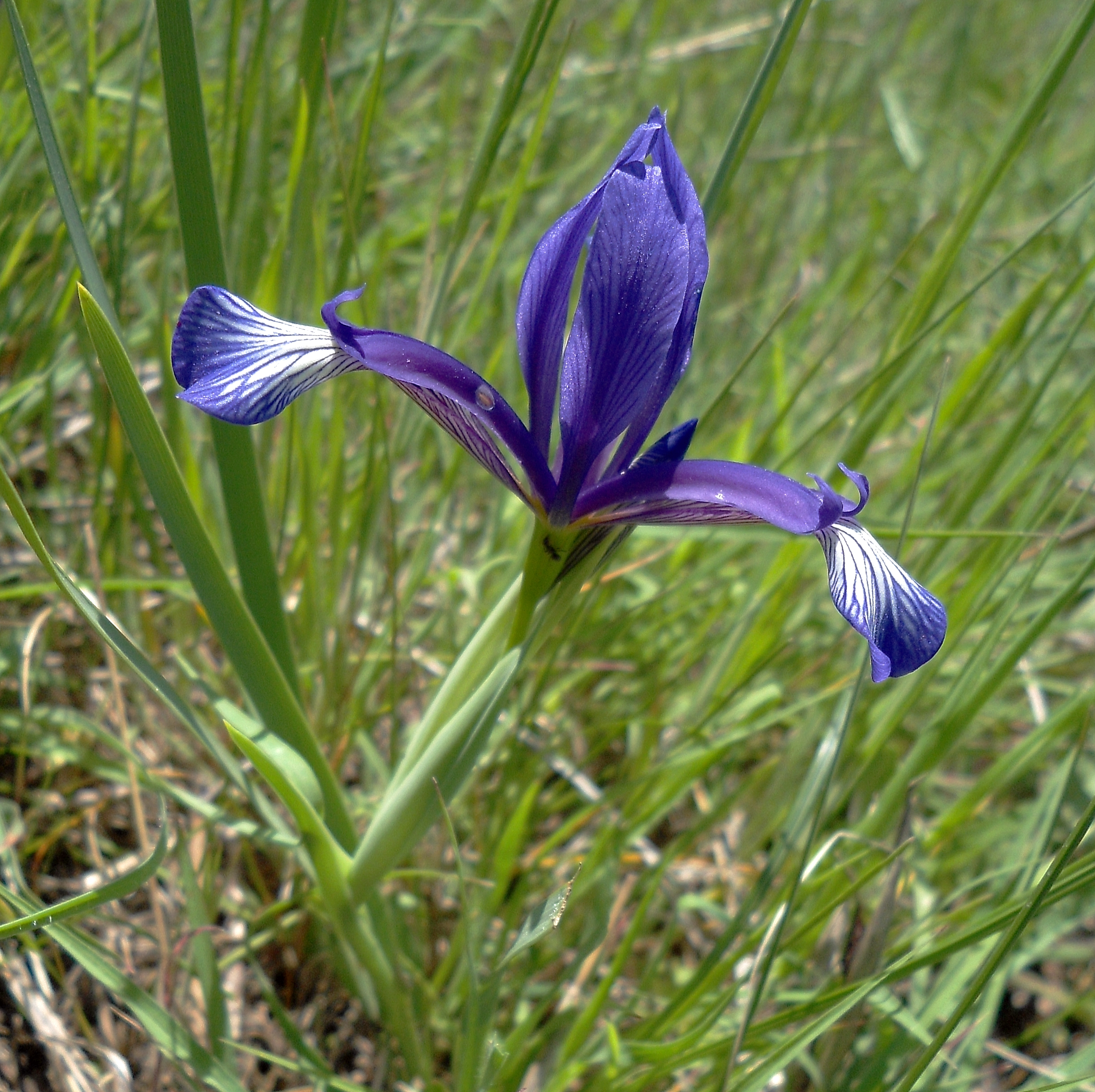
Sintenis-Schwertlilie (Iris sintenisii)

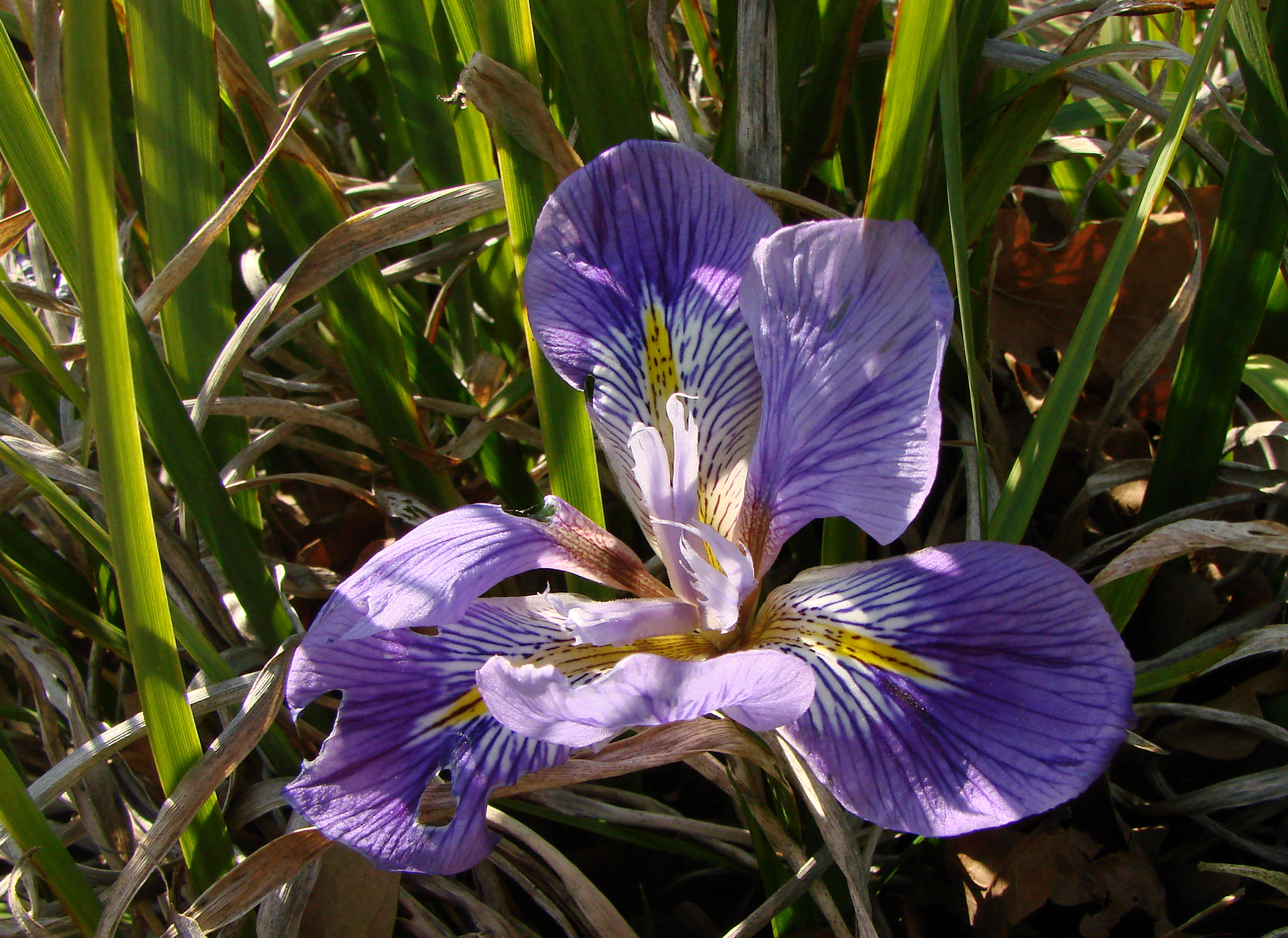
Kretische Schwertlilie (Iris unguicularis)

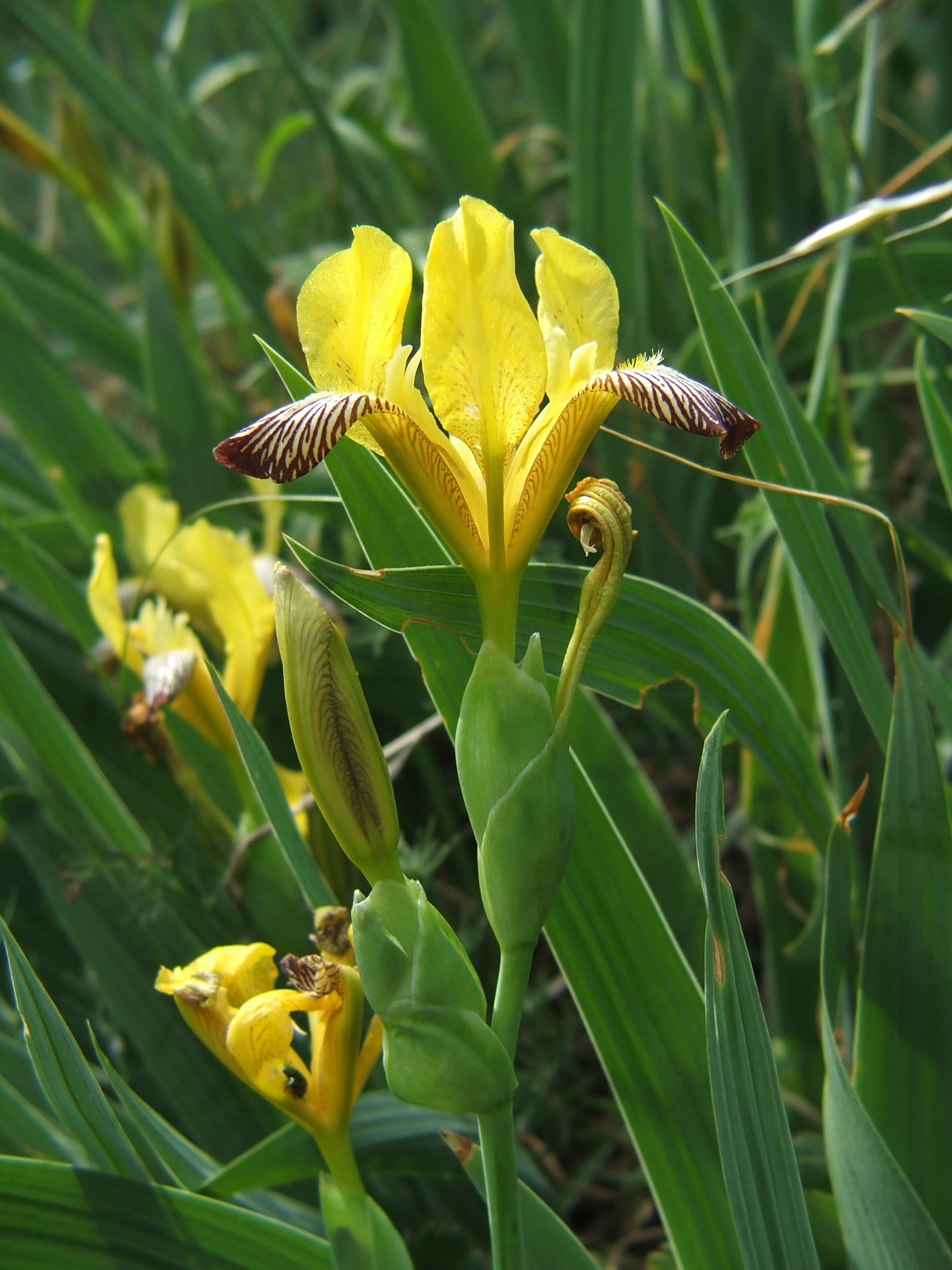
Bunte Schwertlilie (Iris variegata)

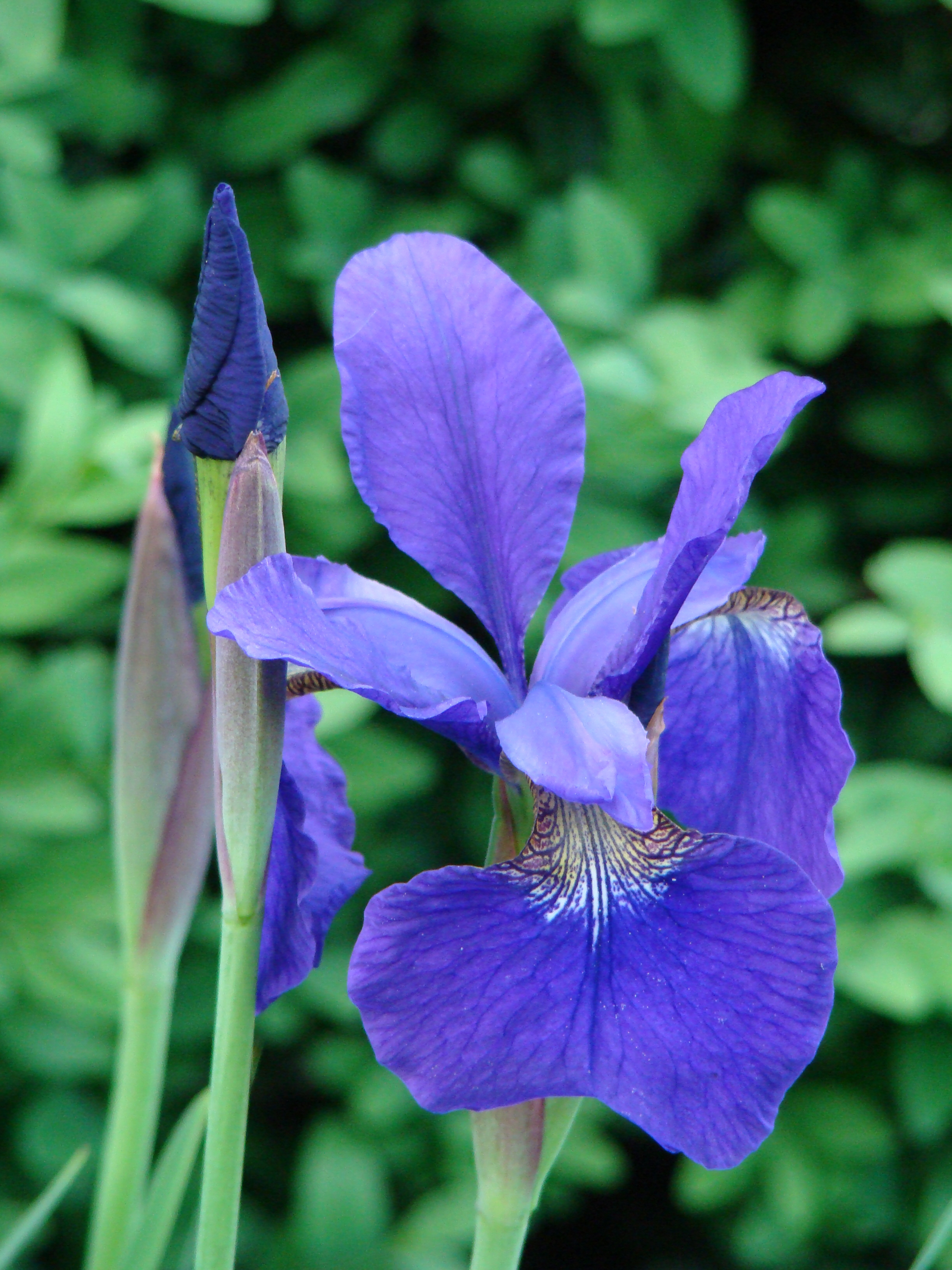
Verschiedenfarbige Schwertlilie (Iris versicolor)

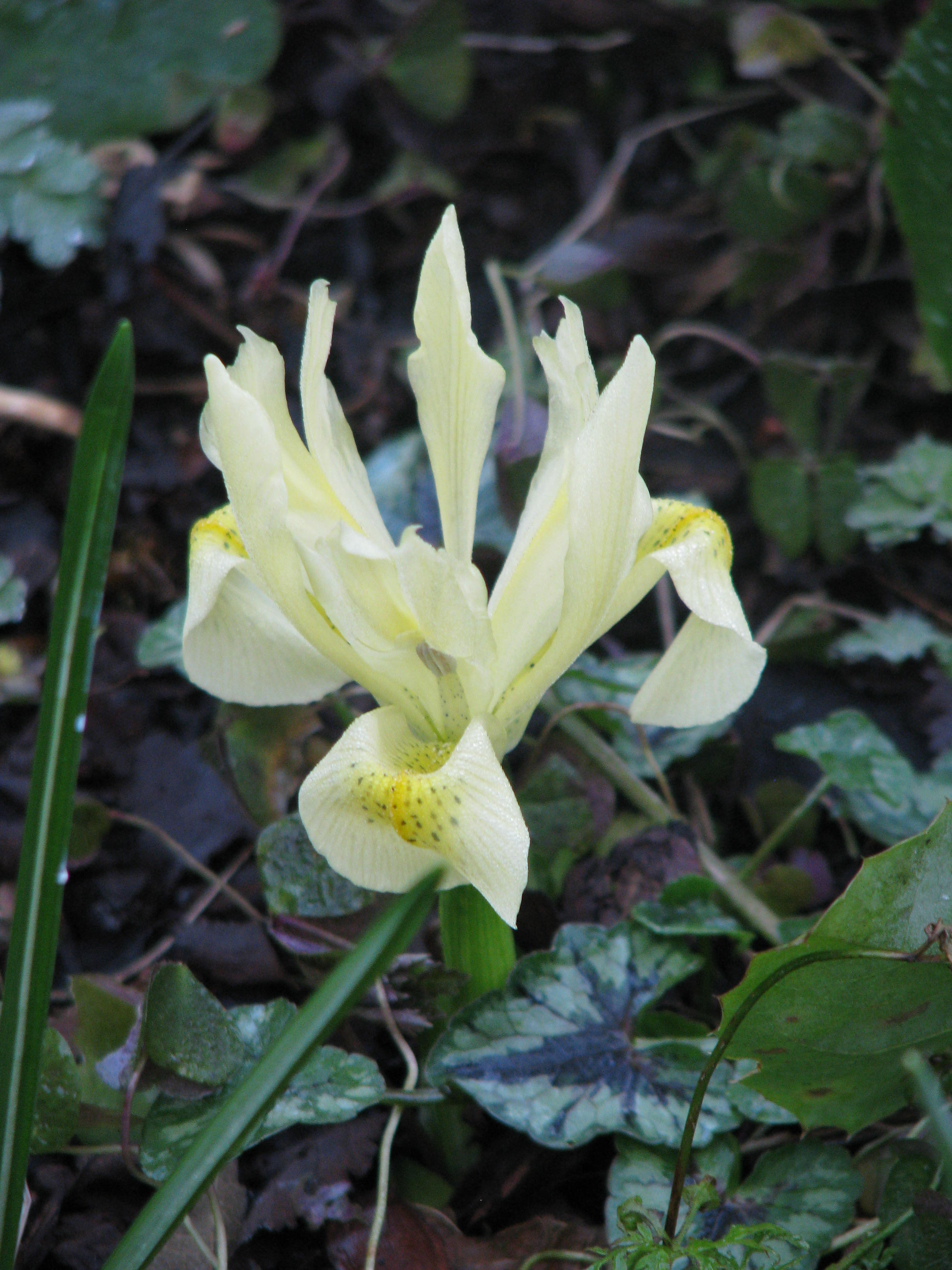
Winogradow-Schwertlilie (Iris winogradowii)

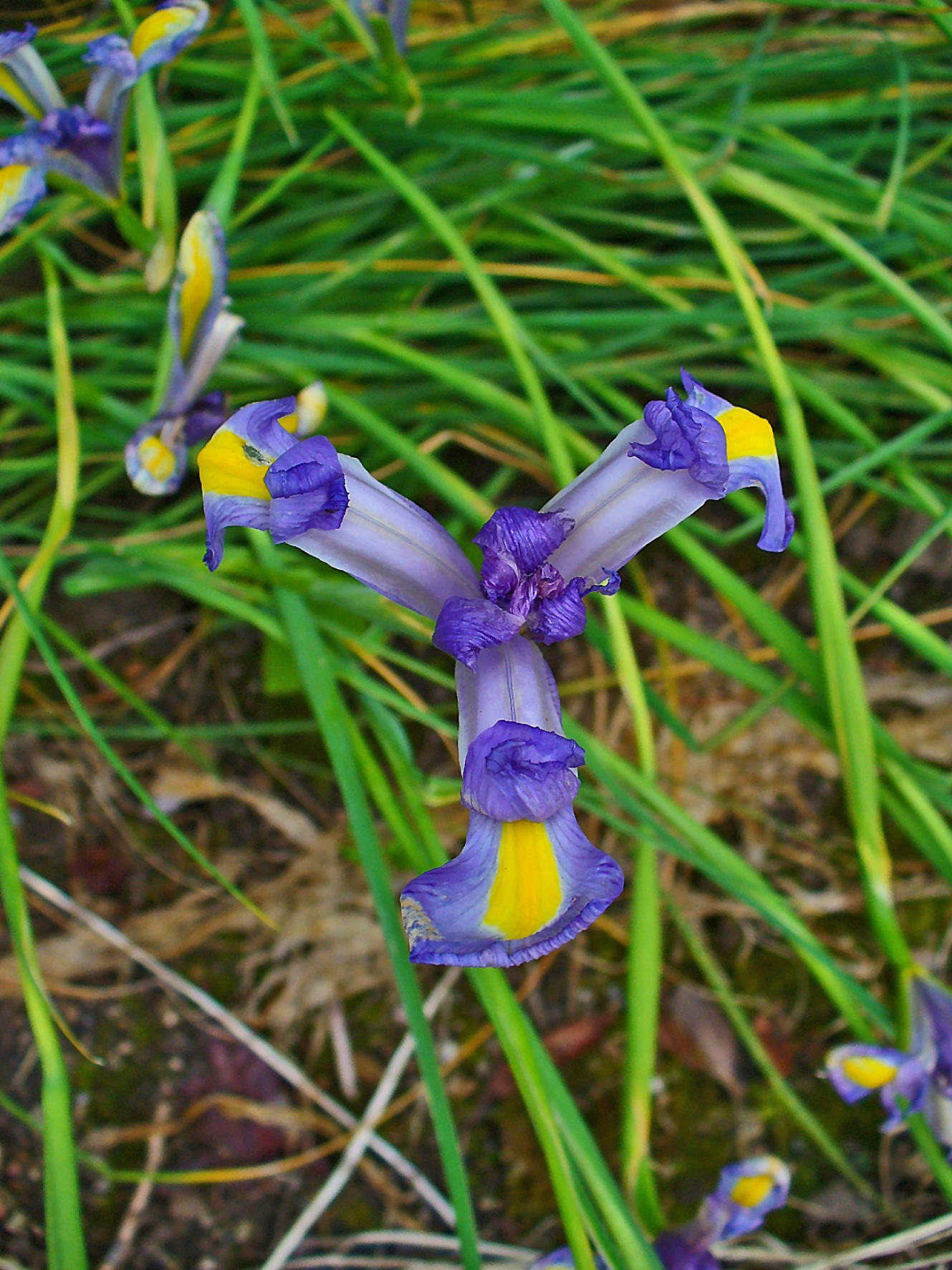
Spanische Schwertlilie (Iris xiphium)

Die 200 bis 285 Arten stammen alle von der Nordhalbkugel, meist aus den gemäßigten Zonen. In den gemäßigten Gebieten Asiens kommen 241 Arten, in Westasien 117 Arten, in China 61 Arten, in Zentralasien 70 Arten und in Afghanistan 34 Arten vor.
Die World Checklist of Selected Plant Families zählt (Stand 2020) folgende 304 Arten auf:
- Iris acutiloba C.A.Mey.: Es gibt drei Unterarten:
  - Iris acutiloba subsp. acutiloba: Sie kommt im östlichen Kaukasusraum vor.[3]
  - Iris acutiloba subsp. lineolata (Trautv.) B.Mathew & Wendelbo: Sie kommt von der südöstlichen Türkei bis zum Iran vor.[3]
  - Iris acutiloba subsp. longitepala B.Mathew & Zarrei: Sie kommt nur im Iran vor.[3]
- Iris adriatica Trinajstic ex Mitic: Sie wurde 2002 aus Kroatien erstbeschrieben.[3]
- Iris afghanica Wendelbo: Sie kommt im nordöstlichen Afghanistan vor.[3]
- Iris aitchisonii (Baker) Boiss.: Sie kommt vom östlichen Afghanistan bis zum westlichen Himalaja vor.[3]
- Iris alberti Regel: Sie ist in Zentralasien verbreitet.[3]
- Iris albicans Lange: Sie kommt ursprünglich in Saudi-Arabien und im Jemen vor.[3]
- Iris albomarginata R.C.Foster: Sie kommt in Kasachstan vor.
- Iris alexeenkoi Grossh.: Sie kommt im zentralen und im östlichen Kaukasusraum vor.[3]
- Iris almaatensis Pavlov: Sie kommt nur im südlichen Kasachstan vor.
- Iris anguifuga Y.T.Zhao & X.J.Xue: Sie gedeiht an Hängen und im Grasland in den chinesischen Provinzen Anhui, Guangxi sowie Hubei.[5]
- Iris antilibanotica Dinsm.: Sie kommt in Syrien vor.[3]
- Nacktstängel-Schwertlilie (Iris aphylla L.): Heimat: von Mitteleuropa und Italien bis Russland und Kleinasien.
- Iris arenaria Waldst. & Kit.: Sie kommt in Mittel- und in Osteuropa vor.[3]
- Iris assadiana Chaudhary, G.Kirkw. & C.Weymouth: Sie kommt in Syrien vor.[3]
- Iris atrofusca Baker: Sie kommt nur in Israel vor.
- Iris atropatana Grossh.: Sie kommt von der nordöstlichen Türkei bis in südliche Transkaukasien vor.[3]
- Iris atropurpurea Baker: Sie kommt nur in Israel vor.
- Aucher-Schwertlilie (Iris aucheri (Baker) Sealy, Syn.: Iris sindjarensis Boiss. & Hausskn.): Sie kommt von der südöstlichen Türkei bis zum Irak, Palästina und dem westlichen Iran vor.[3]
- Iris auranitica Dinsm.: Sie kommt in Syrien vor.[3]
- Iris austrotschatkalica Tojibaev, F.Karimov & Turgunov: Sie wurde 2014 aus Usbekistan erstbeschrieben.[3]
- Iris avromanica Ruksans: Sie wurde 2019 aus dem Iran erstbeschrieben.[3]
- Baker-Schwertlilie (Iris bakeriana Foster): Sie kommt von der östlichen Türkei bis zum westlichen Iran vor. Sie wird auch als Varietät Iris reticulata var. bakeriana (Foster) B.Mathew & Wendelbo zu Iris reticulata gestellt.[3]
- Iris baldshuanica O.Fedtsch.: Sie kommt vom südlichen Tadschikistan bis zum nordöstlichen Afghanistan vor.[3]
- Iris barbatula Noltie & K.Y.Guan: Sie gedeiht auf grasbestandenen Ebenen in Höhenlagen von 2400 bis 3600 Metern nur in Yunnan.[5]
- Iris barnumiae Foster & Baker: Von den zwei Unterarten kommt eine nur im nördlichen Iran und die andere von der östliche Türkei über den nordöstlichen Irak bis zum nördlichen Iran vor.[3]
- Iris basaltica Dinsm.: Sie kommt in Syrien vor.[3]
- Iris benacensis A.Kern. ex Stapf: Dieser Endemit kommt nur am Monte Brione am Gardasee vor.[3]
- Iris bicapitata Colas.: Dieser Endemit kommt nur südöstlichen Italien vor.[3]
- Iris biglumis Vahl: Sie kommt nur im südlichen Sibirien vor.[3]
- Iris bismarckiana Dammann & Sprenger: Sie kommt vom Hermon im südlichen Libanon bis ins nördliche Israel vor.[3]
- Iris bloudowii Ledeb.: Sie kommt von Zentralasien[3] über Xinjiang bis zur Mongolei vor.[5]
- Iris boissieri Henriq.: Sie kommt nur im nördlichen Portugal sowie nordwestlichen Spanien vor.
- Iris bostrensis Mouterde: Sie kommt in Syrien vor.[3]
- Siskiyou-Iris (Iris bracteata S.Watson): Sie kommt in den westlichen USA vom südlichen Oregon bis nördlichen Kalifornien vor.[3]
- Iris brevicaulis Raf.: Sie kommt von Ontario bis in die nördlichen, zentralen und östlichen Vereinigten Staaten vor.[3]
- Buchara-Schwertlilie oder Geweih-Schwertlilie (Iris bucharica Foster): Heimat: Zentralasien (Tadschikistan), nordöstliches Afghanistan.[3]
- Iris bulleyana Dykes: Sie kommt im nördlichen Myanmar, Tibet und in den chinesischen Provinzen Sichuan sowie Yunnan vor.[5]
- Iris bungei Maxim.: Sie kommt in der Mongolei, der Inneren Mongolei und in den chinesischen Provinzen Gansu, Ningxia sowie Shanxi vor.[5]
- Iris cabulica Gilli: Sie kommt im östlichen Afghanistan vor.[3]
- Iris calabra (N.Terracc.) Peruzzi: Sie kommt nur im südlichen Italien vor.[3]
- Iris camillae Grossh.: Sie kommt im östlichen Transkaukasien vor.[3]
- Iris capnoides (Vved.) T.Hall & Seisums: Sie kommt in Zentralasien vor.[3]
- Iris carterorum B.Mathew & Wendelbo: Sie kommt im östlichen Afghanistan vor.[3]
- Iris cathayensis Migo: Sie gedeiht auf offenen Standorten auf Hügeln und im Grasland in den chinesischen Provinzen Anhui, Hubei, Jiangsu sowie Zhejiang.[5]
- Iris caucasica Hoffm.: Sie kommt in vier Unterarten von der Türkei bis zum Kaukasusraum und dem nördlichen Iran vor.[3]
- Iris cedreti Dinsm. ex Chaudhary: Sie kommt nur im Libanon vor.[3]
- Iris celikii Akbulat & K.I.Chr.:[6] Sie wurde 2006 aus der Türkei erstbeschrieben.[3]
- Goldstreifen-Schwertlilie (Iris chrysographes Dykes): Sie kommt nur im nordöstlichen Myanmar,[3] Tibet und in den chinesischen Provinzen Guizhou, Sichuan, sowie Yunnan vor.[5]
- Iris chrysophylla Howell: Heimat: Oregon, Nordkalifornien.
- Iris clarkei Baker ex Hook. f.: Sie kommt vom Himalaja[3] (nordöstliches Indien, Bhutan, Sikkim, Nepal) Myanmar, Tibet bis ins westliche Yunnan vor.[5]
- Iris colchica Kem.-Nath.: Sie kommt im Kaukasusraum vor.[3]
- Iris collettii Hook. f.: Von den zwei Varietäten kommt eine nur in Sichuan sowie Yunnan und die andere in Sichuan sowie Yunnan, Tibet, nordöstlichen Indien, Myanmar, Thailand, Vietnam und vielleicht Nepal vor.[5]
- Iris confusa Sealy: Sie gedeiht an Waldrändern, offenen Schluchten, Grashügeln, Wassergräben in Höhenlagen von 1600 bis 2400 Metern in den chinesischen Provinzen Guangxi, Guizhou, Sichuan sowie Yunnan.[5]
- Kamm-Schwertlilie (Iris cristata Soland. ex Aiton): Die Heimat sind die nördlichen, östlichen und zentralen Vereinigten Staaten.[3]
- Kaschmir-Iris (Iris crocea Jacquem. ex R.C.Foster): Die Heimat ist der westliche Himalaja.[3]
- Iris cuniculiformis Noltie & K.Y.Guan: Sie gedeiht auf Grasebenen in Höhenlagen von 3100 bis 4000 Metern in Sichuan sowie Yunnan.[5]
- Iris curvifolia Y.T.Zhao: Sie gedeiht auf Grasländern auf Hügeln nur in Xinjiang.[5]
- Rundzungen-Schwertlilie (Iris cycloglossa Wendelbo): Sie kommt nur im nordwestlichen Afghanistan vor.
- Iris damascena Mouterde: Sie kommt am Mount Qasioun bei Damaskus in Syrien vor.[3]
- Danford-Schwertlilie (Iris danfordiae (Baker) Boiss.): Heimat: Kleinasien.
- Iris darwasica Regel: Sie kommt von Tadschikistan bis Afghanistan vor.[3]
- Iris decora Wall. (Syn.: Iris nepalensis D. Don): Sie kommt vom nördlichen Indien über Bhutan sowie Nepal bis Pakistan,[3] Tibet und die chinesischen Provinzen Sichuan sowie Yunnan vor.[5]
- Delavay-Schwertlilie (Iris delavayi Micheli): Sie gedeiht an Waldrändern, auf Wiesen, feuchten Standorten entlang von Wassergräben in Höhenlagen von 2400 bis 4500 Metern in Tibet und in den chinesischen Provinzen Guizhou, Sichuan sowie Yunnan.[5]
- Iris dichotoma Pall. (Syn.: Pardanthopsis dichotoma (Pall.) I.W.Lenz): Sie ist in Korea, Sibirien, in der Mongolei, der Inneren Mongolei und die chinesischen Provinzen Anhui, Gansu, Hebei, Heilongjiang, Henan, Hubei, Hunan, Jiangxi, Jilin, Liaoning, Ningxia, Shaanxi, Shandong, Shanxi sowie Yunnan weitverbreitet.[5]
- Iris doabensis B.Mathew: Sie kommt in Afghanistan vor.[3]
- Iris dolichosiphon Noltie: Von den zwei Unterarten kommt eine im nordöstlichen Indien, in Myanmar, Sichuan sowie Yunnan und die andere kommt in Tibet und Bhutan vor.[5]
- Leopardenblume (Iris domestica (L.) Goldblatt & Mabb., Syn.: Belamcanda chinensis (L.) Redouté): Sie kommt ursprünglich vom Himalaja bis Japan und den Philippinen vor.[3]
- Douglas-Iris (Iris douglasiana Herb.): Heimat: Oregon, Kalifornien.
- Iris drepanophylla Aitch. & Baker: Sie kommt in zwei Unterarten vom nordöstlichen Iran bis zum nördlichen Afghanistan vor.[3]
- Iris edomensis Sealy: Sie kommt nur in Jordanien vor.[3]
- Japanische Sumpf-Schwertlilie (Iris ensata Thunb., Syn.: Iris haematophylla Fisch. ex Link, Iris kaempferi Sieb.): Sie ist im südöstlichen Sibirien, in Korea, Japan und in den chinesischen Provinzen Heilongjiang, Jilin, Liaoning, Shandong sowie Zhejiang verbreitet.[3][5]
- Iris falcifolia Bunge: Sie kommt von Pakistan und dem Iran bis Zentralasien vor.[3]
- Iris farashae Güner: Sie wurde 2012 aus der Türkei erstbeschrieben.[3]
- Iris farreri Dykes: Sie gedeiht in offenen Kiefernwäldern, auf Wiesen, sonnigen Ufern und feuchten Standorten in der Nähe von Fließgewässern in Höhenlagen von 2500 bis 3700 Metern in Tibet und in den chinesischen Provinzen Gansu, Qinghai, Sichuan sowie Yunnan.[5]
- Iris ferdowsii Joharchi & Memariani: Sie wurde 2017 aus dem Iran erstbeschrieben.[3]
- Iris fernaldii R.C.Foster: Sie kommt nur im nordwestlichen Kalifornien vor.[3]
- Iris filifolia Boiss.: Die Heimat ist das südliche Spanien und das nördliche Marokko.[3]
- Übelriechende Schwertlilie (Iris foetidissima L.): Sie kommt ursprünglich von Westeuropa bis in den westlichen und zentralen Mittelmeerraum und auf den Azoren vor.[3]
- Iris formosana Ohwi: Dieser Endemit gedeiht an Waldrändern, auf Hügeln sowie an Straßenrändern in Höhenlagen von 500 bis 1000 Metern im nordwestlichen Taiwan vor.[5]
- Forrest-Schwertlilie (Iris forrestii Dykes): Sie kommt in Myanmar, Tibet und in den chinesischen Provinzen Sichuan sowie Yunnan vor.[5]
- Iris fosteriana Aitch. & Baker: Sie kommt im Iran, nordwestliches Afghanistan sowie Turkmenistan vor.[3]
- Terrakotta-Schwertlilie oder Kupfer-Schwertlilie (Iris fulva Ker): Sie kommt in den nördlichzentralen und südöstlichen USA vor.[3]
- Iris furcata M.Bieb.: Die Heimat ist der Kaukasusraum.[3]
- Iris furseorum T.Hall & Seisums: Sie wurde 2014 aus Afghanistan erstbeschrieben.[3]
- Iris galatica Siehe: Sie kommt in der zentralen und in der östlichen Türkei vor.[3]
- Iris gatesii Foster: Sie kommt von der südöstlichen Türkei bis zum nördlicher Irak vor.[3]
- Louisiana-Iris (Iris giganticaerulea Small): Sie kommt in den südöstlichen Vereinigten Staaten vor.[3]
- Iris glaucescens Bunge: Sie kommt vom südwestlichen Sibirien bis in die nordwestliche Mongolei vor.[3]
- Iris goniocarpa Baker: Sie kommt vom Himalaja (Bhutan, Nepal, Sikkim, Myanmar), in Tibet und in den chinesischen Provinzen Gansu, Hubei, Qinghai, Shaanxi, Sichuan sowie Yunnan vor.[3]
- Japanische Zwerg-Schwertlilie (Iris gracilipes A.Gray): Heimat: Japan.
- Graeber-Schwertlilie (Iris graeberiana Sealy): Heimat: Zentralasien.
- Gras-Schwertlilie (Iris graminea L.): Heimat: Europa.[3]
- Iris grant-duffii Baker: Sie kommt von der Türkei bis zum Irak vor.[3]
- Iris griffithii Baker: Sie kommt im östlichen Afghanistan vor.[3]
- Iris grossheimii Woronow ex Grossh.: Sie kommt im südlichen Transkaukasien vor.[3]
- Iris halophila Pall.: Die zwei Varietäten sind von Rumänien, Ukraine bis Pakistan und zur Mongolei und in Gansu sowie Xinjiang verbreitet.[3][5]
- Iris hartwegii Baker: Sie kommt in Kalifornien vor.[3]
- Iris haynei Baker: Dieser Endemit kommt im nördlichen Israel nur in den Gilboa-Bergen vor.[3]
- Iris hellenica Mermygkas: Sie wurde 2010 aus Griechenland erstbeschrieben.[3]
- Iris henryi Baker: Sie gedeiht an Waldrändern, grasbestandenen Lichtungen und Grashängen auf heißen, trockenen Bergen in Höhenlagen von 1800 bis 1900 Metern in den chinesischen Provinzen Anhui, Gansu, Hubei, Hunan sowie Sichuan.[5]
- Iris heracleana (J.Mart.Rodr. & M.B.Crespo) T.Hall (Syn.: Xiphion heracleanum J.Mart.Rodr. & M.B.Crespo): Sie kommt in Marokko vor.[3]
- Iris hermona Dinsm.: Sie kommt vom südwestlichen Syrien bis zum Libanon vor.[3]
- Iris heweri Grey-Wilson & B. Mathew: Sie kommt nur im nordöstlichen Afghanistan vor.[3]
- Iris hexagona Walter: Die Heimat ist das nördliche Florida und das östliche South Carolina.[3]
- Iris heylandiana Boiss. & Reut.: Sie kommt im Irak vor.[3]
- Iris hippolyti (Vved.) Kamelin: Sie kommt in Usbekistan vor.[3]
- Lichtblaue Zwerg-Schwertlilie (Iris histrio Rchb. f.): Sie kommt von der südlichen Türkei bis zum Libanon vor.[3]
- Kleine Zwerg-Schwertlilie (Iris histrioides (G.F.Wilson) S.Arn., Syn.: Iris reticulata var. histrioides G.F.Wilson): Sie kommt in der nördlichen Türkei vor.[3]
- Hoog-Schwertlilie (Iris hoogiana Dykes): Heimat: Zentralasien.
- Iris hookeri Penny ex G.Don: Sie kommt im östlichen Kanada und in Maine vor.
- Iris hookeriana Foster: Sie kommt von Afghanistan bis zum westlichen Himalaja vor.[3]
- Sand-Schwertlilie (Iris humilis Georgi, Syn.: Iris arenaria Waldst. & Kit., Iris flavissima Pall. , Iris flavissima Pall. f. orientalis Ugr.): Sie kommt vom östlichen europäischen Russland bis ins nördliche China (sie ist in der Flora of China nicht enthalten) vor.[3]
- Iris hymenospatha B.Mathew & Wendelbo: Sie kommt in zwei Unterarten im Irak und Iran vor.[3]
- Iris iberica Steven: Sie kommt in drei Unterarten von der nordöstlichen Türkei bis zum westlichen Iran vor.[3]
- Iris imbricata Lindl.: Sie kommt vom östlichen Kaukasus bis zum nördlichen Iran vor.[3]
- Iris inconspicua (Vved.) T.Hall & Seisums (Syn.: Juno inconspicua Vved.): Sie kommt in Zentralasien im westlichen Tian Shan vor.[3]
- Regenbogen-Schwertlilie (Iris innominata L.F.Hend.): Heimat: südwestliches Oregon, nordwestliches Kalifornien.[3]
- Iris ivanovae Doronkin: Sie kommt vom südlichen Sibirien bis in die Mongolei vor.[3]
- Gefranste Schwertlilie (Iris japonica Thunb.): Sie kommt in Japan, in weiten Teilen Chinas und in Myanmar vor.[3][5]
- Iris juncea Poir.: Sie kommt im südwestlichen Spanien, Sizilien, Marokko, Algerien, Tunesien sowie Libyen vor und ist in Italien ein Neophyt.[3]
- Iris junonia Schott: Sie kommt in der südlichen Türkei vor.[3]
- Iris kamelinii Alexeeva: Die wurde 2006 aus dem südöstlichen Altai erstbeschrieben.[3]
- Iris kashmiriana Baker: Sie kommt im westlichen Himalaja vor.[3]
- Iris kemaonensis Wall. ex D.Don: Sie kommt im nördlichen Indien, Bhutan, Nepal und in Tibet vor.[5]
- Iris kerneriana Asch. & Sint. ex Baker: Sie kommt in der östlichen Türkei vor.[3]
- Iris khassanovii Tojibaev & Turginov: Die Art wurde 2014 aus Usbekistan erstbeschrieben.[3]
- Iris kirkwoodiae Chaudhary: Sie kommt in zwei Unterarten von der Südtürkei bis ins westliche Syrien vor.[3]
- Iris kobayashii Kitag.: Dieser Endemit gedeiht an trockenen Hügeln nur im südlichen Teil der chinesischen Provinz Liaoning.[5]
- Iris kolpakowskiana Regel: Sie kommt in zwei Unterarten in Zentralasien vor.[3]
- Iris koyuncui Firat: Sie wurde 2016 aus der südöstlichen Türke erstbeschrieben.[3]
- Iris kopetdagensis (Vved.) B.Mathew & Wendelbo: Sie kommt vom nordöstlichen Iran bis Turkmenistan und Afghanistan vor.[3]
- Iris koreana Nakai: Sie kommt im zentralen und südlichen Korea vor.[3]
- Korolkow-Schwertlilie (Iris korolkowii Regel): Heimat: Zentralasien, Afghanistan.
- Iris kurbanovii F.O.Khass. & Rakhimova: Sie wurde 2012 aus Turkmenistan erstbeschrieben.[3]
- Iris kurdica (Rukšans) Ruksans: Sie kommt in der östlichen Türkei vor.[3]
- Iris kuschakewiczii B.Fedtsch.: Sie kommt in Zentralasien vor.[3]
- Iris kuschkensis Grey-Wilson & B.Mathew: Sie kommt nur im nordwestlichen Afghanistan vor.[3]
- Iris lactea Pall.: Die drei Formen sind im nördlichen Indien, in Pakistan, Afghanistan, Kasachstan, Korea, in der Mongolei, in Russland und China verbreitet.[5]
- See-Schwertlilie oder Amerikanische Zwerg-Schwertlilie (Iris lacustris Nutt.): Sie kommt in Nordamerika in der kanadischen Provinz Ontario und in den US-Bundesstaaten Michigan sowie Wisconsin vor.[3]
- Asiatische Sumpf-Schwertlilie (Iris laevigata Fisch.): Sie kommt in Japan, Korea, Russland, in der Inneren Mongolei und in den chinesischen Provinzen Heilongjiang, Jilin, Liaoning sowie Yunnan vor.[5]
- Englische Schwertlilie oder Pyrenäen-Schwertlilie (Iris latifolia (Mill.) Voss, Syn.: Iris xiphioides Ehrh.): Heimat: Spanien und Frankreich.
- Iris latistyla Y.T.Zhao: Sie gedeiht an Waldrändern und in Grasländern in der Nähe von Reisfeldern in Höhenlagen von 3100 bis 4000 Metern nur im südöstlichen Tibet vor.[5]
- Iris lazica Albov: Heimat: Kaukasusraum, nordöstliche Türkei.
- Iris leptophylla Lingelsh. ex H.Limpr. (Syn.: Iris sichuanensis Y.T.Zhao): Sie auf Grashügeln und an felsigen Hängen in Höhenlagen von 2600 bis 3200 Metern in den chinesischen Provinzen Gansu sowie Sichuan.[5]
- Iris leptorrhiza (Vved.) Vved.: Sie kommt in Tadschikistan vor.[3]
- Iris lineata Foster ex Regel: Sie kommt von Tadschikistan bis ins nordöstliche Afghanistan vor.[3]
- Iris linifolia (Regel) O.Fedtsch.: Sie kommt in Kirgisistan, Tadschikistan und Usbekistan vor.[3]
- Iris linifoliiformis (Khalk.) Tojibaev & Turginov: Sie kommt in Turkmenistan vor.[3]
- Iris loczyi Kanitz: Sie ist vom Iran über Tadschikistan bis Afghanistan, Russland, die Mongolei und China weitverbreitet.[5][3]
- Iris lokiae Alexeeva: Sie wurde 2013 aus dem russischen Verwaltungsgebiet Region Primorje erstbeschrieben.[3]
- Iris longipetala Herb.: Sie kommt nur im westlichen Kalifornien vor.[3]
- Iris longiscapa Ledeb.: Sie kommt in Zentralasien vor.[3]
- Iris lortetii Barbey ex Boiss.: Sie kommt in zwei Varietäten vom Libanon bis ins nördliche Israel vor.[3]
- Iris ludwigii Maxim.: Sie kommt vom südlichen Altai bis ins nordöstliche Kasachstan vor.[3]
- Iris lusitanica Ker: Sie kommt in Portugal vor.[3]
- Gelbliche Schwertlilie oder Grünliche Schwertlilie (Iris lutescens Lam.; Syn.: Iris chamaeiris Bertol.): Sie kommt ursprünglich in Portugal, im nordöstlichen Spanien, Südfrankreich und Italien vor. Sie ist in der Schweiz und in Nordafrika ein Neophyt.[3]
- Iris maackii Maxim.: Sie kommt von den chinesischen Provinzen östliches Heilongjiang sowie Liaoning[5] bis ins südliche Sachalin vor.[3]
- Iris macrosiphon Torr.: Sie kommt in Kalifornien vor.[3]
- Großartige Schwertlilie (Iris magnifica Vved.): Sie kommt in Kasachstan, Tadschikistan und Usbekistan vor.[3]
- Iris mandshurica Maxim.: Sie kommt in Russland, Korea und in den chinesischen Provinzen Heilongjiang, Jilin sowie Liaoning vor.[5]
- Iris maracandica (Vved.) Wendelbo: Sie kommt in Zentralasien vor.[3]
- Iris mariae Barbey: Sie kommt vom südlichen Israel bis zur Sinaihalbinsel vor.[3]
- Iris marivanica Ruksans: Die 2019 erstbeschriebene Art kommt im Iran vor.[3]
- Iris marsica I.Ricci & Colas.: Dieser Endemit kommt nur im zentralen Appennin vor.[3]
- Iris masiae Dykes: Sie kommt in zwei Unterarten von der Türkei bis zum nordwestlichen Irak vor.[3]
- Iris meda Stapf: Sie kommt im westlichen Iran vor.[3]
- Iris microglossa Wendelbo: Sie kommt im nordöstlichen Afghanistan vor.[3]
- Iris milesii Foster: Sie kommt im nordwestlichen Indien, Tibet und in den chinesischen Provinzen Sichuan sowie Yunnan vor.[5]
- Iris minutoaurea Makino: Sie kommt Japan, Korea und im südöstlichen Teil der chinesischen Provinz Liaoning vor.[5]
- Rocky-Mountain-Schwertlilie (Iris missouriensis Nutt.): Sie ist in Nordamerika von Kanada über die USA bis ins nordöstliche Mexiko verbreitet.[3]
- Iris munzii R.C.Foster: Sie kommt nur im zentralen Kalifornien vor.[3]
- Iris mzchetica Rodion.: Sie kommt in Transkaukasien vor.[3]
- Iris nantouensis S.S.Ying: Sie kommt im zentralen Taiwan vor.[3]
- Iris narbutii O.Fedtsch.: Sie kommt in Zentralasien vor.[3]
- Iris narcissiflora Diels: Sie gedeiht auf Grashügeln, in Lichtungen und an Waldrändern in Sichuan. vor.[5]
- Iris narynensis O.Fedtsch.: Sie kommt in Zentralasien vor.[3]
- Iris nectarifera Güner: Sie kommt in zwei Varietäten in der südöstlichen Türkei vor.[3]
- Iris neoensata Y.N.Lee: Sie wurde 2005 südlichen Korea erstbeschrieben.[3]
- Iris neosetosa Y.N.Lee: Sie wurde 2002 nordöstlichen China erstbeschrieben.[3]
- Iris nezahatiae Güner & H.Duman: Sie wurde 2007 aus der nordöstlichen Türkei erstbeschrieben.[3]
- Iris nicolai (Vved.) Vved.: : Sie kommt in Tadschikistan und Usbekistan vor.[3]
- Schwarze Schwertlilie (Iris nigricans Dinsm.): Heimat: Palästina.
- Iris notha M.Bieb.: Sie kommt im Kaukasusraum vor.[3]
- Iris nusairiensis Mouterde: Dieser Endemit kommt in Syrien nur im Dschebel Ansariye vor.[3]
- Iris odaesanensis Y.N.Lee: Sie kommt in Korea und Jilin vor.[5]
- Iris odontostyla B.Mathew & Wendelbo: Sie kommt im nordwestlichen Afghanistan vor.[3]
- Iris orchioides Carr.: Heimat: Zentralasien.
- Orientalische Schwertlilie oder Schmetterlings-Schwertlilie (Iris orientalis Mill.): Heimat: nordöstliches Griechenland, westliche Türkei.
- Orjen-Schwertlilie (Iris orjenii Bräuchler & Cikovac): Sie ist ein Endemit des Orjen in Montenegro und kommt dort auch in der Grenzregion von Montenegro sowie Bosnien und Herzegowina vor.[7]
- Iris oxypetala Bunge: Sie kommt vom nördlichen China bis Japan vor.[3]
- Iris palaestina (Baker) Boiss.: Sie kommt im Gebiet von Syrien, Libanon und Palästina vor.[3]
- Iris pallasii Fisch. ex Trevir.: Sie kommt vom südlichen Sibirien bis zur Mongolei vor.[3]
- Bleiche Schwertlilie (Iris pallida Lam.): Von den drei Unterarten kommt eine nur in Norditalien und die andern beiden in den Südalpen vom nördlichen Italien bis Slowenien vor.[3]
- Pamphylische Schwertlilie (Iris pamphylica Hedge): Heimat: südliche Türkei.[3]
- Iris paradoxa Steven: Sie kommt von der östlichen Türkei bis in den nordwestlichen Iran vor.[3]
- Iris parvula (Vved.) T.Hall & Seisums: Sie kommt in Zentralasien vor.[3]
- Iris perrieri Simonet ex N.Service: Diese 2003 erstbeschriebene Art kommt in den Südwestalpen von Frankreich und Italien vor.[3]
- Iris persica L.: Heimat: südliche Türkei, nördliches Syrien, nordöstlicher Irak.[3]
- Iris peshmeniana Güner & T.Hall: Sie wurde 2012 aus der Türkei erstbeschrieben.[3]
- Iris petrana Dinsm.: Sie kommt im westlichen Jordanien vor.[3]
- Iris petri F.O.Khass., Rakhimova & Achilova: Sie wurde 2014 aus Usbekistan erstbeschrieben.[3]
- Iris planifolia (Mill.) T.Durand & Schinz: Sie ist im westlichen und zentralen Mittelmeerraum verbreitet.[3]
- Iris platyptera B.Mathew & Wendelbo: Sie kommt vom östlichen Afghanistan bis zum nordwestlichen Pakistan vor.[3]
- Iris polakii Stapf: Sie kommt im westlichen Iran vor.[3]
- Iris pontica Zapal.: Heimat: Rumänien, Westukraine, Kaukasus.
- Iris popovii (Vved.) Vved.: Sie kommt in Zentralasien vor.[3]
- Iris porphyrochrysa Wendelbo: Sie kommt im zentralen Afghanistan vor.[3]
- Iris postii Mouterde: Sie kommt vom östlichen Syrien bis zum nördlichen Saudi-Arabien vor.[3]
- Iris potaninii Maxim.: Die zwei Varietäten sind vom südlichen Sibirien[3] über die Mongolei und Tibet bis zu den chinesischen Provinzen Gansu sowie Qinghai verbreitet.[5]
- Iris prismatica Pursh ex Ker Gawl.: Heimat: USA.
- Iris proantha Diels: Von den zwei Varietäten kommt eine nur in Zhejiang und die andere kommt zusätzlich in Anhui, Henan, Hubei, Hunan sowie Jiangsu vor.[5]
- Iris psammocola Y.T.Zhao (Syn.: Iris potaninii var. arenaria Doronkin): Sie kommt im südlichen Sibirien und in der Inneren Mongolei vor.[3]
- Sumpf-Schwertlilie oder Wasser-Schwertlilie (Iris pseudacorus L.): Heimat Nordafrika, Europa, westliches Asien und Kaukasus.
- Iris pseudocapnoides Rukšans: Sie wurde 2007 aus Usbekistan erstbeschrieben.[3]
- Iris pseudocaucasica Grossh.: Heimat: Südöstliche Türkei, Kaukasusraum, Nordirak, Iran.
- Iris pseudonotha Galushko: Sie kommt im nordöstlichen Kaukasusraum vor.[3]
- Sizilische Zwergiris (Iris pseudopumila Tineo): Sie kommt in zwei Unterarten auf Sizilien, Malta, dem südöstlichen Italien und der nordwestlichen Balkanhalbinsel vor.[3]
- Iris pskemensis Rukšans: Sie wurde 2007 aus Usbekistan erstbeschrieben.[3]
- Zwerg-Schwertlilie (Iris pumila L.): Heimat Österreich, Balkan, Kleinasien und Kaukasus. Mit zwei Unterarten.
- Iris purdyi Eastw.: Sie kommt im nördlichen Kalifornien vor.[3]
- Iris purpureobractea B.Mathew & T.Baytop: Heimat: Türkei und Kaukasusraum.
- Iris qinghainica Y.T.Zhao: Sie gedeiht an sonnigen Wiesen, an Bergstandorten und an Lößhügeln in Höhenlagen von 2500 bis 3100 Metern nur im südwestlichen Gansu sowie im nordöstlichen Qinghai.[5]
- Iris ramsayi T.Hall & B.Mathew: Sie wurde 2013 aus Arunachal Pradesh erstbeschrieben.[3]
- Iris regis-uzziae Feinbrun: Sie kommt in Israel und im südlichen Jordanien vor.[3]
- Iris reichenbachiana Klatt: Sie kommt in Spanien, Frankreich, Italien, Algerien und Tunesien vor.[3]
- Reichenbach-Schwertlilie (Iris reichenbachii Heuff.): Sie kommt von Ungarn und dem früheren Jugoslawien bis Griechenland vor.
- Iris relicta Colas.: Sie kommt in Mittelitalien vor.[3]
- Netzblatt-Schwertlilie oder Netz-Schwertlilie (Iris reticulata M.Bieb.): Heimat Kaukasusraum, Türkei, Irak, Iran.
- Iris revoluta Colas.: Sie kommt nur in Süditalien vor.[3]
- Iris rodionenkoi (Lazkov & Naumenko) T.Hall: Sie kommt in Kirgisistan vor.[3]
- Iris rosenbachiana Regel: Sie kommt von Tadschikistan bis nordöstlichen Afghanistan vor.[3]
- Iris rossii Baker: Sie kommt im nordöstlichen Teil der chinesischen Provinz Liaoning, in Korea und Japan vor.[5]
- Iris rudolphii F.O.Khass., Esankulov & Achilova: Sie wurde 2013 aus Usbekistan erstbeschrieben.[3]
- Siebenbürger Gras-Schwertlilie (Iris ruthenica Ker Gawl.): Die zwei Unterarten sind von Südosteuropa (Rumänien) über Kasachstan und Russland, die Mongolei, China bis Korea weitverbreitet.[3][5]
- Iris rutherfordii J.Mart.Rodr., P.Vargas, Carine & Jury: Sie wurde 2009 aus dem nördlichen Marokko erstbeschrieben.[3]
- Iris sabina N.Terracc.: Dieser Endemit kommt nur in Mittelitalien vor.[3]
- Ostsibirische Schwertlilie (Iris sanguinea Hornem. ex Donn): Von den vier Varietäten ist eine verschollen, sie kam nur im südlichen Jiangsu vor.[5] Eine Varietät kommt nur in Korea vor und eine ist ein Endemit auf der japanischen Insel Kyushu.[3] Die Nominatform ist in Japan, Korea, Ostsibirien, in der Mongolei, in der Inneren Mongolei und in den chinesischen Provinzen Heilongjiang, Jilin sowie Liaoning verbreitet.[3][5]
- Iris sari Schott ex Baker: Heimat: Türkei.
- Iris savannarum Small: Sie kommt in den südöstlichen Vereinigten Staaten vor.[3]
- Iris scariosa Willd. ex Link (Syn.: Iris astrachanica Rodion., Iris elongata Fisch. ex Baker, Iris eulefeldii Regel):[3] Sie kommt in Xinjiang, Kasachstan sowie Russland vor.[5]
- Iris schachtii Markgr.: Sie kommt nur in der zentralen Türkei vor.[3]
- Iris schelkownikowii (Fomin) Fomin: Sie kommt im östlichen Transkaukasien vor.[3]
- Iris schischkinii Grossh.: Sie kommt im südlichen Transkaukasien vor.[3]
- Iris schmakovii Alexeeva: Die 2018 erstbeschriebene Art kommt in der Mongolei vor.[3]
- Iris serotina Willk.: Sie kommt in Spanien und im nördlichen Marokko vor.[3]
- Iris setina Colas.: Sie kommt nur in Mittelitalien vor.[3]
- Borsten-Schwertlilie (Iris setosa Pall. ex Link): Sie kommt vom östlichen Jilin über Ostsibirien, Korea und Japan bis Alaska und östlichen Kanada vor.[5]
- Sibirische Schwertlilie oder Wiesen-Schwertlilie (Iris sibirica L.): Sie kommt von Mitteleuropa bis zur Mongolei vor.[3]
- Sintenis-Schwertlilie (Iris sintenisii Janka): Sie kommt in zwei Unterarten von Südost- und Osteuropa bis zur nördlichen Türkei vor.[3]
- Iris sisianica Zubov & Bondarenko: Sie wurde 2018 aus dem südlichen Transkaukasien erstbeschrieben.[3]
- Iris songarica Schrenk: Heimat: Türkei, Iran, Zentralasien, Kaschmir, China, Mongolei.
- Iris sophenensis (Foster) B.Mathew & Güner: Sie kommt in der Türkei vor.[3]
- Iris speculatrix Hance: Sie kommt in China vor.[3]
- Iris sprengeri Siehe: Sie kommt in der zentralen Türkei vor.[3]
- Bastard-Schwertlilie oder Steppen-Schwertlilie (Iris spuria L.): Sie kommt in vier Unterarten vom nördlichen Mitteleuropa bis zum Iran vor.[3]
- Iris staintonii H.Hara: Dieser Endemit kommt nur in Nepal vor.[3]
- Iris statellae Tod.: Dieser Endemit kommt nur in Sizilien vor.[3]
- Iris stenophylla Hausskn. ex Baker: Sie kommt in drei Unterarten in der Türkei vor.[3]
- Iris stocksii (Baker) Boiss.: Sie kommt vom östlichen Afghanistan bis zum westlichen Pakistan vor.[3]
- Ausläufer-Schwertlilie (Iris stolonifera Maxim.): Heimat: Zentralasien.
- Iris straussii Leichtlin ex Micheli: Sie kommt im westlichen Iran vor.[3]
- Vielfarben-Zwerg-Schwertlilie (Iris suaveolens Boiss. & Reut., Syn.: Iris mellita Janka) : Heimat: Balkanhalbinsel, Rumänien, Türkei.
- Iris subdecolorata Vved.: Sie kommt in Zentralasien vor.[3]
- Iris subdichotoma Y.T.Zhao: Sie kommt in Yunnan vor.[3]
- Dame in Trauer (Iris susiana L.): Sie kommt im Libanon vor.[3]
- Iris svetlanae (Vved.) F.O.Khass.: Sie kommt in Zentralasien vor.[3]
- Iris swensoniana Chaudhary, G.Kirkw. & C.Weymouth: Sie kommt in Syrien vor.[3]
- Iris tadshikorum (Vved.) Vved.: Sie kommt in Tadschikistan vor.[3]
- Iris taochia Woronow ex Grossh.: Sie kommt nur in der nordöstlichen Türkei vor.[3]
- Dach-Schwertlilie (Iris tectorum Maxim.): Die Heimat ist China.
- Oregon-Iris (Iris tenax Douglas ex Lindl., Syn.: Iris gormanii Piper): Sie kommt in den westlichen USA von Washington bis Kalifornien vor.[3]
- Iris tenuifolia Pall.: Sie kommt vom südöstlichen europäischen Russland bis China vor.[3]
- Iris tenuis S.Watson: Sie kommt nur in Oregon vor.[3]
- Iris tenuissima Dykes: Sie kommt nur im nördlichen Kalifornien vor.[3]
- Iris tibetica (Dykes) Bolt: Sie kommt in der chinesischen Provinz Qinghai vor.[3]
- Iris tigridia Bunge ex Ledeb.: Sie kommt in zwei Varietäten vom südwestlichen Sibirien bis China vor.[3]
- Iris timofejewii Woronow: Sie kommt im nordöstlichen Kaukasusraum vor.[3]
- Iris tingitana Boiss. & Reut:: Heimat: Marokko, Algerien.
- Iris tridentata Pursh: Sie kommt in den südöstlichen Vereinigten Staaten vor.[3]
- Iris tubergeniana Foster: Sie kommt in Zentralasien vor.[3]
- Hermesfinger (Iris tuberosa L.; Syn.: Hermodactylus tuberosus (L.) Miller): Er kommt in zwei Varietäten vom südöstlichen Frankreich bis zu den Ägäischen Inseln vor.[3]
- Iris typhifolia Kitag.: Heimat: nördliches und nordöstliches China.[3]
- Winter-Schwertlilie oder Kretische Schwertlilie (Iris unguicularis Poir.): Sie kommt in fünf Unterarten in Griechenland, auf Ägäischen Inseln, in der Türkei, in Syrien und Nordwestafrika vor.[3]
- Iris uniflora Pall. ex Link: Sie kommt vom südlichen Sibirien bis ins nördliche Korea vor.[3]
- Bunte Schwertlilie (Iris variegata L., Syn.: Iris flavescens Redouté): Sie kommt in zwei Varietäten von Mittel- und Südosteuropa bis zur Ukraine vor und ist in Italien eingebürgert.[3]
- Iris vartanii Foster: Sie kommt vom südwestlichen Syrien bis Israel vor.[3]
- Iris ventricosa Pall.: Sie kommt vom südlichen Sibirien bis ins nördliche China vor.[3]
- Frühlings-Schwertlilie (Iris verna L.): Heimat: östliche USA. Mit zwei Varietäten.
- Verschiedenfarbige Schwertlilie (Iris versicolor L.): Heimat: östliches Nordamerika, in Großbritannien eingebürgert.
- Vertretende Schwertlilie (Iris vicaria Vved.): Heimat: Zentralasien (Pamir Alai).
- Iris victoris F.O.Khass., Khuzhan. & Rakhimova: Sie wurde 2013 aus Usbekistan erstbeschrieben.[3]
- Iris virginica L.: Heimat: Kanada, USA.
- Iris vorobievii N.S.Pavlova: Sie kommt in Russlands fernem Osten vor.[3]
- Iris vvedenskyi Nevski ex Woronow & Popov: Sie kommt in Zentralasien vor.
- Iris wallisiae T.Hall & Seisums: Sie wurde 2014 erstbeschrieben und kommt vom östlichen Libanon bis ins südwestliche Syrien vor.[3]
- Warley-Schwertlilie (Iris warleyensis Foster): Heimat: Zentralasien.
- Iris wattii Baker ex Hook.f.: Sie kommt von Assam bis Yunnan vor.[3]
- Iris wendelboi Grey-Wilson & B.Mathew: Sie kommt im südwestlichen Afghanistan vor.[3]
- Iris westii Dinsm.: Sie kommt im Libanon vor.[3]
- Willmott-Schwertlilie (Iris willmottiana Foster): Heimat: Zentralasien.
- Wilson-Schwertlilie (Iris wilsonii C.H. Wright): Heimat: China.
- Iris winkleri Regel: Sie kommt in Zentralasien vor.[3]
- Winogradow-Schwertlilie (Iris winogradowii Fomin): Heimat: Transkaukasien.
- Iris xanthochlora Wendelbo: Sie kommt in Afghanistan vor.[3]
- Iris xanthospuria B.Mathew & T.Baytop: Sie kommt in der südlichen Türkei vor.[3]
- Spanische Schwertlilie (Iris xiphium L.): Heimat: Nordafrika, Spanien, Portugal, Südfrankreich.
- Iris yebrudii Dinsm. ex Chaudhary: Sie kommt in zwei Unterarten in Syrien vor.[3]
- Iris zagrica B.Mathew & Zarrei: Sie kommt in zwei Unterarten in der Türkei und im Iran vor.[3]
- Iris zaprjagajevii (N.V.Abramov) T.Hall & Seisums: Sie kommt in Zentralasien vor.[3]
- Zenaida-Schwertlilie (Iris zenaidae (Vved.) F.O.Khass. & Rakhimova): Sie kommt nur in Kirgisistan vor.[3]

Naturhybriden sind:

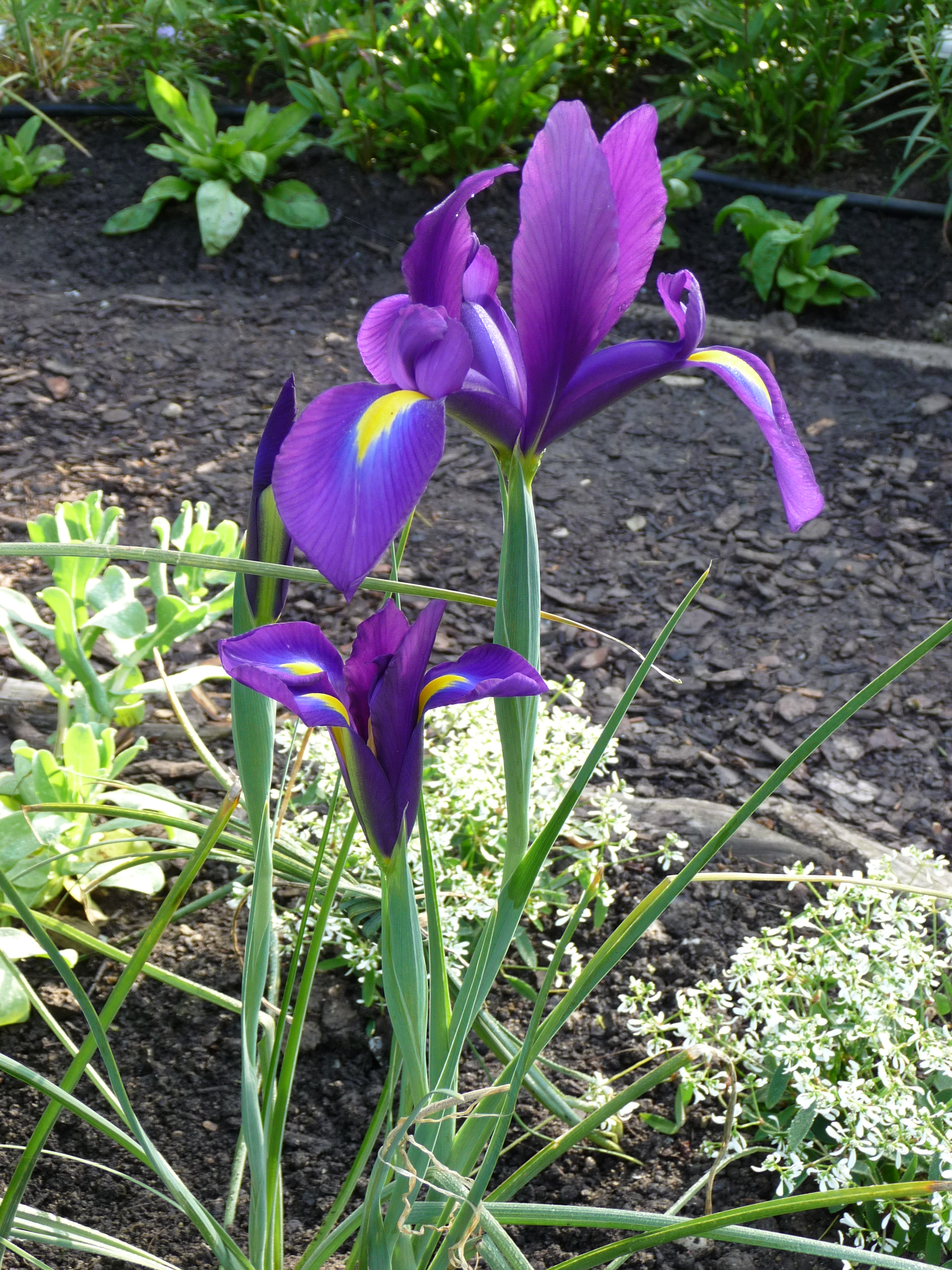
Holländische Schwertlilie (Iris ×hollandica) Sorte ‘Purple Sensation’

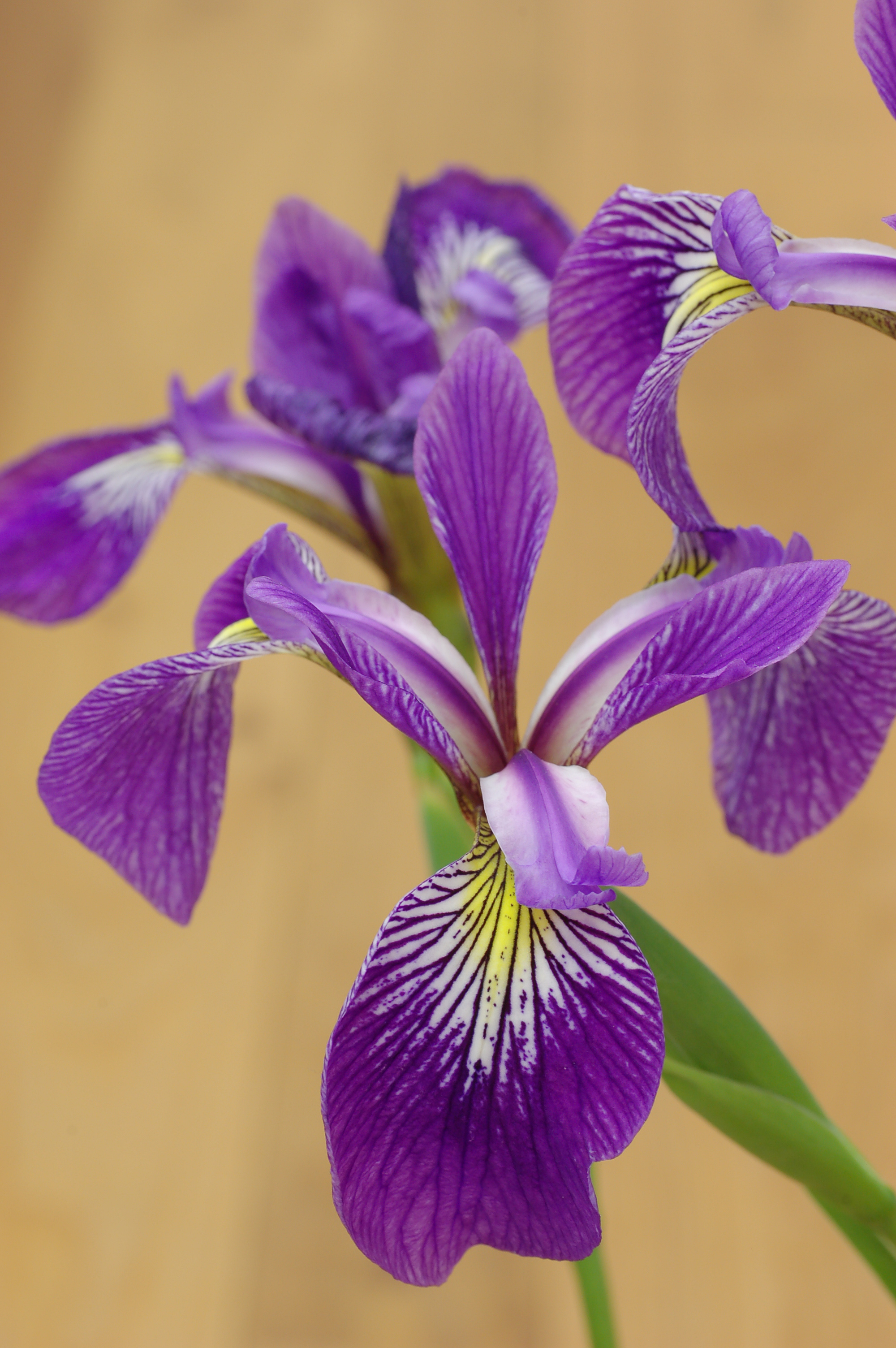
Iris ×robusta

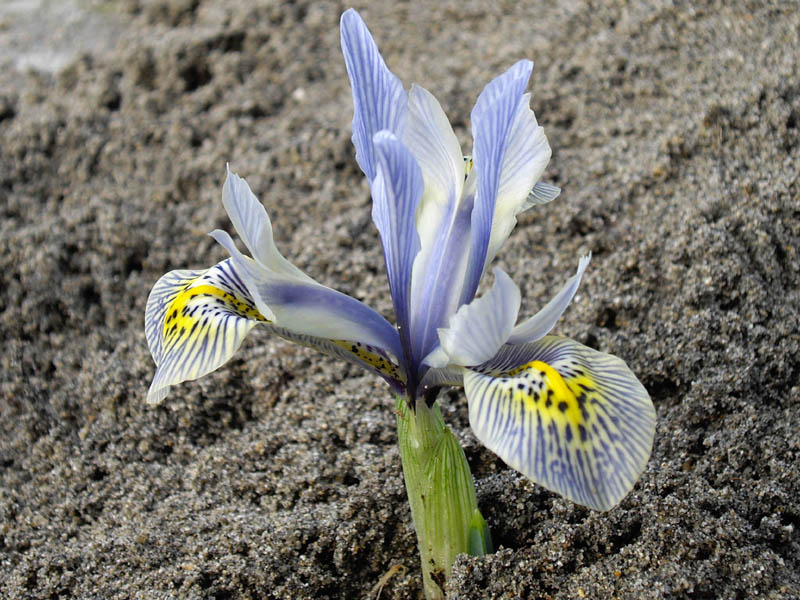
Iris-Hybride ‘Katharine Hodgkin’ (Iris histrioides × Iris winogradowii), nach Howard Hodgkins Mutter benannt

- Iris × binata Schur = Iris aphylla × Iris pumila: Sie kommt in Rumänien vor.[3]
- Iris × brzhezitzky Grossh. = Iris acutiloba × Iris paradoxa: Sie kommt im Kaukasusraum vor.[3]
- Iris × caeciliae Grossh.=Iris iberica subsp. lycotis × Iris paradoxa: Sie kommt im Kaukasus vor.[3]
- Iris × flexicaulis Small = Iris brevicaulis × Iris giganticaerulea: Sie kommt in Texas und Mississippi vor.[3]
- Deutsche Schwertlilie oder Holunder-Schwertlilie (Iris ×germanica L., Syn.: Iris ×alba Savi, Iris ×amoena Redouté, Iris ×atroviolacea Lange, Iris ×australis Tod., Iris ×belouinii Bois & Cornuault, Iris ×biliottii Foster, Iris ×buiana Prodan, Iris ×croatica Prodan, Iris ×cypriana Foster & Baker, Iris ×deflexa Knowles & Westc., Iris ×florentina L., Iris ×florentinoides Prodan ex Nyár., Iris ×humei G.Don, Iris ×laciniata Berg, Iris ×latifolia Gilib., Iris ×lurida Aiton, Iris ×macrantha Simonet, Iris ×mesopotamica Dykes, Iris ×murorum Gaterau, Iris ×neglecta Hornem., Iris ×nepalensis Wall. ex Lindl., Iris ×nostras Garsault, Iris ×nyaradyana Prodan, Iris ×piatrae Prodan, Iris ×redouteana Spach, Iris ×repanda Berg, Iris ×rothschildii Degen, Iris ×sambucina L., Iris ×squalens L., Iris ×superba Berg, Iris ×tardiflora Berg, Iris ×trojana A.Kern. ex Stapf, Iris ×varbossania K.Malý, Iris ×venusta J.Booth ex Berg, Iris ×violacea Savi, Iris ×vulgaris Pohl, = Iris pallida × Iris variegata): Die ursprüngliche Heimat ist die nordwestliche Balkanhalbinsel, als Neophyt kommt sie auch in Mitteleuropa und anderen Ländern vor.[3]
- Holländische Schwertlilie (Iris ×hollandica Fuld = Iris latifolia × Iris tingitana × Iris xiphium).
- Iris × kobasensis Prodan = Iris reichenbachii × Iris variegata. Sie kommt auf der Balkanhalbinsel vor.[3]
- Iris × kochii A. Kern. ex Stapf = Iris pallida subsp. illyrica × Iris variegata: Sie kommt nur in Norditalien vor.
- Iris × koenigii Sosn. = Iris iberica × Iris paradoxa: Sie kommt im Kaukasusraum vor.[3]
- Monnier-Schwertlilie (Iris ×monnieri DC.)
- Iris × nelsonii Randolph=Iris brevicaulis × Iris fulva × Iris hexagona: Sie kommt in Louisiana vor.[3]
- Iris × neumayeri Janch. ex Holub=Iris graminea × Iris sibirica: Sie kommt in Österreich vor.[3]
- Iris × robusta E.S.Anderson = Iris versicolor × Iris virginica: Sie kommt im südöstlichen Kanada und in den nordöstlichen Vereinigten Staaten vor.[3]
- Iris × sancti-cyri J.Rousseau = Iris hookeri × Iris versicolor: Sie kommt im östlichen Kanada vor.[3]
- Iris × setosothungbergii H.Koidz. ex T.Shimizu = Iris sanguinea × Iris setosa: Sie kommt in Japan vor.[3]
- Iris × sinistra Sosn. = Iris acutiloba subsp. lineolata × Iris iberica: Sie kommt im Kaukasus vor.[3]
- Iris × thompsonii R.C.Foster = Iris douglasiana × Iris innominata: Sie kommt in Oregon und Kalifornien vor.[3]
- Iris × vinicolor Small = Iris fulva × Iris giganticaerulea: Sie kommt in den südöstlichen Vereinigten Staaten vor.[3]
- Iris × violipurpurea Small = Iris fulva × Iris brevicaulis × Iris giganticaerulea: Sie kommt in den südöstlichen Vereinigten Staaten vor.[3]

Aus der Gattung Iris auszuschließen ist:
- Mittags-Schwertlilie (Moraea sisyrinchium (L.) Ker Gawl., Syn.: Iris sisyrinchium L.)

## Kulturformen

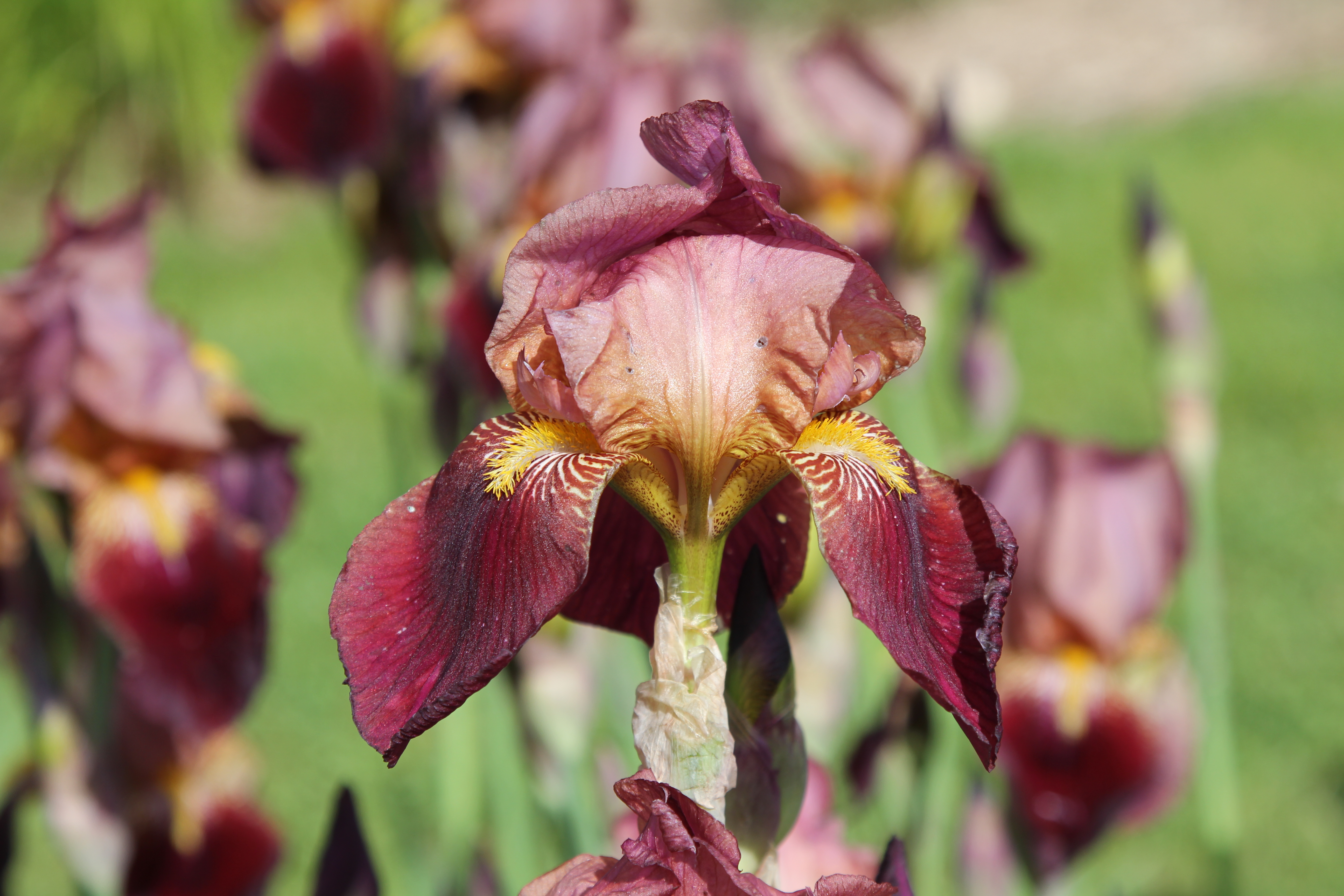
Iris „Dauntless“

Von vielen Arten wurden Sorten gezüchtet, die als Zierpflanzen in immer neuen Farbkombinationen Liebhaber finden. Es gibt inzwischen unzählige  Gartenkulturformen (Sorten), Züchtungen vor allem aus England und den USA. So entstand für einige Zeit eine Art Wettbewerb unter den Züchtern um die erste Iris, in deren Blüte ein Klatschmohn-Rot auftritt, was jedoch bis heute nicht gelungen ist. Auch die Sorte „Dauntless“, die als "rot" bezeichnet wurde, ist nicht rot, sondern violett, und inzwischen zeigen viele weitere neue Iris-Sorten einen Farbton, der zwischen Rot und Blau liegt; mal dominiert Rot, mal Blau. 
In der Gattung werden gärtnerisch zwei Hauptgruppen unterschieden, von denen eine in weitere drei Untergruppen unterteilt wird:
- Knollen-Iris-Arten sind winterhart und benötigen während der Wachstumsperiode einen sonnigen Standort mit viel Feuchtigkeit.
- Rhizom-Iris, sie sind in der Regel winterhart und bevorzugen einen sonnigen Platz; einige der bartlosen Schwertlilien bevorzugen sehr feuchten Boden.
  - bartlose Irisformen
  - Evansia-Iris oder Kamm-Iris, die statt eines Bartes einen aufrechten Kamm besitzen.
  - Bart-Iris (Iris ×barbata); es sind bekannte in Kultur entstandene Hybriden mit „Bärten“ aus bunten Haaren auf den Hängeblättern: Für den Gärtner sind insbesondere die Bart-Iris-Sorten wichtig. (Anmerkung zur Nomenklatur: Der gärtnerisch verwendete Name Iris Barbata bezeichnet keine Art, sondern eine Gruppe von Kultursorten.) Von ihnen gibt es ein so großes Sortiment, dass sie selbst für Kenner kaum noch zu überblicken sind. Die Bart-Iris werden zur besseren Orientierung in drei Gruppen unterteilt, wobei Wuchshöhe und Blütezeit für die Unterteilung entscheidend sind.
    - Hohe Bart-Iris (Iris-Barbata-Elatior-Hybriden). Diese werden über 70 cm hoch und blühen ab Ende Mai
    - Mittelhohe Bart-Iris (Iris-Barbata-Media-Hybriden). Diese sind zwischen 40 und 70 cm hoch und haben eine Blütezeit, die zwischen den Zwerg- und hohen Bart-Iris-Sorten liegt.
    - Niedrige Bart-Iris oder Zwerg-Schwertlilien (Iris-Barbata-Nana-Hybriden). Diese erreichen nur eine Höhe von 15 bis 30 cm und blühen bereits ab der zweiten Aprilhälfte.

## Verwendung

### Veilchenwurz(el)
Von der Antike bis zur späten Neuzeit wurden Rhizome von blauen Schwertlilien unter dem Namen „Veilchenwurz“ als Heilmittel und als Kosmetika verwendet.
Quellen – Antike:. – Mittelalter:. – Neuzeit:
Im Mittelalter wurde aus dem Rhizom der (blauen) Schwertlilien (griechisch-lateinisch auch 
ireos oder Yreos (eigentlich Genitiv zu Iris bzw. Yris) genannt) eine Latwerge (diayris) zu medizinischen Zwecken (mit gleicher Heilanzeige wie Kümmel und Kreuzkümmel) hergestellt.
Aus dem Rhizom der Veilcheniris oder „Florentinischen Schwertlilie“ (Iris germanica var. florentina, Synonym: Iris pallida), auch Veilchenwurz(el) oder Violwurtz genannt, wurden die im 19. Jahrhundert beliebten Veilchenparfüms gewonnen und in alten Zeiten daraus auch ein Brechmittel hergestellt. Das Rhizom enthält ein ätherisches Öl, das mit zunehmendem Alter einen feinen Veilchenduft verströmt und in der Antike zur Würze des Weins oder zur Beseitigung von Mund- beziehungsweise Schweißgeruch diente. Als Fixativ wird das Rhizom in der Kosmetik und bei Herstellung von Potpourris benutzt. Außerdem wird es auch als Zusatz zu Likören (Benediktiner, Danziger Goldwasser, Cordial Medoc) und zum Aromatisieren von Weinen und Tabaken verwendet. In seinem Ratgeber für Landwirtschaft, Gewerbe und privates Leben, Georgica curiosa, von 1682 rät Wolf Helmhardt von Hohberg, das Rhizom schal gewordenem Bier beizumischen. Noch bis in unsere Zeit wird es zahnenden Kindern zum Beißen gegeben, da es in Verbindung mit Speichel eine weiche, gummiartige Konsistenz entwickelt.
Da der Veilchenduftstoff Jonon vom Körper nicht verdaut wird, also unverdaut wieder ausgeschieden wird, dienten Erzeugnisse mit Veilchenwurz, ebenso wie das beliebte kandierte Veilchenkonfekt, dazu, um am Klosett besseren schicklichen Duft zu hinterlassen.

## Kulturgeschichtliches

Fleur-de-Lys

- Als Lilie (mittelhochdeutsch gilge, lateinisch lilium) wurden sowohl Lilien-Arten (Lilium spec., insbesondere Lilium candidum) als auch Schwertlilien (Iris spec., insbesondere Iris germanica, die Blaue Lilie) bezeichnet.[33]

- Die alten Bezeichnungen Iris (bzw. Yris) und (eigentlich Genitiv zu Iris) Ireos (bzw. Yreos) standen für Iris germanica bzw. Iris florentina (mit purpurnen bzw. weißen Blüten). Die Arzneidroge Radix Iridis (= „Radix Ireos“) bezog sich bis in die Neuzeit zudem auch auf die Wurzel von Iris pallida (mit hellvioletten oder blassblauen Blüten).[34]

- Die in der Heraldik verwendete „Lilie“, etwa die berühmte Wappenlilie der Bourbonen, Fleur-de-Lys, ist eine stilisierte Schwertlilie.

- In der Malerei des Jugendstils ist die Iris (neben anderen Pflanzen wie z. B. der Birke) ein Leitmotiv, vor allem zur symbolischen Darstellung weiblicher Schönheit.

- Der Dichter Hermann Hesse widmete seiner Ehefrau das Märchen „Iris“ (1916); welche Pflanze er meint, geht eindeutig aus dem ersten Satz des Märchens hervor. Hier ist nicht nur auf die Blaue Blume der Romantik angespielt.[35]